# Magyarország az 1992. évi nyári olimpiai játékokon
Magyarország a spanyolországi Barcelonában megrendezett 1992. évi nyári olimpiai játékok egyik részt vevő nemzete volt. Az országot az olimpián 23 sportágban 217 sportoló képviselte, akik összesen 30 érmet szereztek.

## Érmesek
| Érem  | Versenyző                                                                | Sportág    | Versenyszám               |
| ----- | ------------------------------------------------------------------------ | ---------- | ------------------------- |
| Arany | Repka Attila                                                             | Birkózás   | Férfi kötöttfogás, 68 kg  |
| Arany | Farkas Péter                                                             | Birkózás   | Férfi kötöttfogás, 82 kg  |
| Arany | Kovács Antal                                                             | Cselgáncs  | Férfi félnehézsúly        |
| Arany | Czigány Kinga Dónusz Éva Kőbán Rita Mészáros Erika                       | Kajak-kenu | Női kajak négyes 500 m    |
| Arany | Ónodi Henrietta                                                          | Torna      | Női ugrás                 |
| Arany | Darnyi Tamás                                                             | Úszás      | Férfi 200 m vegyes        |
| Arany | Darnyi Tamás                                                             | Úszás      | Férfi 400 m vegyes        |
| Arany | Egerszegi Krisztina                                                      | Úszás      | Női 100 m hát             |
| Arany | Egerszegi Krisztina                                                      | Úszás      | Női 200 m hát             |
| Arany | Egerszegi Krisztina                                                      | Úszás      | Női 400 m vegyes          |
| Arany | Szabó Bence                                                              | Vívás      | Férfi kard, egyéni        |
| Ezüst | Csák József                                                              | Cselgáncs  | Férfi harmatsúly          |
| Ezüst | Hajtós Bertalan                                                          | Cselgáncs  | Férfi könnyűsúly          |
| Ezüst | Gyulay Zsolt                                                             | Kajak-kenu | Férfi kajak egyes 500 m   |
| Ezüst | Ábrahám Attila Csipes Ferenc Fidel László Gyulay Zsolt                   | Kajak-kenu | Férfi kajak négyes 1000 m |
| Ezüst | Kőbán Rita                                                               | Kajak-kenu | Női kajak egyes 500 m     |
| Ezüst | Mizsér Attila                                                            | Öttusa     | Férfi egyéni              |
| Ezüst | Ónodi Henrietta                                                          | Torna      | Női talaj                 |
| Ezüst | Rózsa Norbert                                                            | Úszás      | Férfi 100 m mell          |
| Ezüst | Rózsa Norbert                                                            | Úszás      | Férfi 200 m mell          |
| Ezüst | Szabó Tünde                                                              | Úszás      | Női 100 m hát             |
| Ezüst | Hegedűs Ferenc Kolczonay Ernő Kovács Iván Kulcsár Krisztián Totola Gábor | Vívás      | Férfi párbajtőr, csapat   |
| Ezüst | Abay Péter Bujdosó Imre Köves Csaba Nébald György Szabó Bence            | Vívás      | Férfi kard, csapat        |
| Bronz | Csősz Imre                                                               | Cselgáncs  | Férfi nehézsúly           |
| Bronz | Zala György                                                              | Kajak-kenu | Férfi kenu egyes 1000 m   |
| Bronz | Dónusz Éva Kőbán Rita                                                    | Kajak-kenu | Női kajak kettes 500 m    |
| Bronz | Kovács István                                                            | Ökölvívás  | Légsúly                   |
| Bronz | Mizsei György                                                            | Ökölvívás  | Nagyváltósúly             |
| Bronz | Béres Zoltán                                                             | Ökölvívás  | Félnehézsúly              |
| Bronz | Czene Attila                                                             | Úszás      | Férfi 200 m vegyes        |

| Sportáganként | Sportáganként | Sportáganként | Sportáganként | Sportáganként |
| ------------- | ------------- | ------------- | ------------- | ------------- |
| Sport         |               |               |               | Összesen      |
| Asztalitenisz | 0             | 0             | 0             | 0             |
| Atlétika      | 0             | 0             | 0             | 0             |
| Birkózás      | 2             | 0             | 0             | 2             |
| Cselgáncs     | 1             | 2             | 1             | 4             |
| Evezés        | 0             | 0             | 0             | 0             |
| Íjászat       | 0             | 0             | 0             | 0             |
| Kajak-kenu    | 1             | 3             | 2             | 6             |
| Kerékpározás  | 0             | 0             | 0             | 0             |
| Kézilabda     | 0             | 0             | 0             | 0             |
| Lovaglás      | 0             | 0             | 0             | 0             |
| Műugrás       | 0             | 0             | 0             | 0             |
| Ökölvívás     | 0             | 0             | 3             | 3             |
| Öttusa        | 0             | 1             | 0             | 1             |
| Sportlövészet | 0             | 0             | 0             | 0             |
| Súlyemelés    | 0             | 0             | 0             | 0             |
| Tenisz        | 0             | 0             | 0             | 0             |
| Tollaslabda   | 0             | 0             | 0             | 0             |
| Torna         | 1             | 1             | 0             | 2             |
| Úszás         | 5             | 3             | 1             | 9             |
| Vitorlázás    | 0             | 0             | 0             | 0             |
| Vívás         | 1             | 2             | 0             | 3             |
| Vízilabda     | 0             | 0             | 0             | 0             |
| Összesen      | 11            | 12            | 7             | 30            |

| Naponként | Naponként    | Naponként | Naponként | Naponként | Naponként | Naponként |
| --------- | ------------ | --------- | --------- | --------- | --------- | --------- |
| Nap       | Dátum        |           |           |           | Összesen  |           |
| 1. nap    | Július 25.   | —         | —         | —         | —         |           |
| 2. nap    | Július 26.   | 1         | 1         | 0         | 2         |           |
| 3. nap    | Július 27.   | 1         | 0         | 1         | 2         |           |
| 4. nap    | Július 28.   | 3         | 1         | 0         | 4         |           |
| 5. nap    | Július 29.   | 0         | 2         | 0         | 2         |           |
| 6. nap    | Július 30.   | 1         | 0         | 0         | 1         |           |
| 7. nap    | Július 31.   | 2         | 1         | 1         | 4         |           |
| 8. nap    | Augusztus 1. | 1         | 2         | 0         | 3         |           |
| 9. nap    | Augusztus 2. | 1         | 0         | 0         | 1         |           |
| 10. nap   | Augusztus 3. | 0         | 0         | 0         | 0         |           |
| 11. nap   | Augusztus 4. | 0         | 0         | 0         | 0         |           |
| 12. nap   | Augusztus 5. | 0         | 0         | 0         | 0         |           |
| 13. nap   | Augusztus 6. | 0         | 1         | 0         | 1         |           |
| 14. nap   | Augusztus 7. | 0         | 3         | 4         | 7         |           |
| 15. nap   | Augusztus 8. | 1         | 1         | 1         | 3         |           |
| 16. nap   | Augusztus 9. | 0         | 0         | 0         | 0         |           |
| Összesen  |              | 11        | 12        | 7         | 30        |           |

## További magyar pontszerzők

### 4. helyezettek
| Név                                                           | Sportág       | Versenyszám               |
| ------------------------------------------------------------- | ------------- | ------------------------- |
| Gécsek Tibor                                                  | Atlétika      | Férfi kalapácsvetés       |
| Szabó Dezső                                                   | Atlétika      | Férfi tízpróba            |
| Klauz László                                                  | Birkózás      | Férfi kötöttfogás, 130 kg |
| Fórián Éva                                                    | Sportlövészet | Női sportpuska, összetett |
| Busa István Érsek Zsolt Gátai Róbert Kiss Róbert Németh Zsolt | Vívás         | Férfi tőr, csapat         |

### 5. helyezettek
| Név                                            | Sportág       | Versenyszám              |
| ---------------------------------------------- | ------------- | ------------------------ |
| Horváth Attila                                 | Atlétika      | Férfi diszkoszvetés      |
| Bódi Jenő                                      | Birkózás      | Férfi kötöttfogás, 62 kg |
| Wágner József                                  | Cselgáncs     | Férfi légsúly            |
| Pulai Imre                                     | Kajak-kenu    | Férfi kenu egyes 500 m   |
| Kolonics György Pálizs Attila                  | Kajak-kenu    | Férfi kenu kettes 1000 m |
| Lakatos Pál                                    | Ökölvívás     | Papírsúly                |
| Szűcs László                                   | Ökölvívás     | Kisváltósúly             |
| Fábián László Kálnoki Kis Attila Mizsér Attila | Öttusa        | Férfi csapat             |
| Sike József                                    | Sportlövészet | Férfi futócéllövészet    |
| Supola Zoltán                                  | Torna         | Férfi ugrás              |
| Güttler Károly                                 | Úszás         | Férfi 200 m mell         |

### 6. helyezettek
| Név | Sportág       | Versenyszám                  |
| --- | ------------- | ---------------------------- |
| Bártfai Krisztián Rajna András | Kajak-kenu    | Férfi kajak kettes 1000 m    |
| Ágh István | Sportlövészet | Férfi szabadpisztoly         |
| Karczag Tibor | Súlyemelés    | Férfi 56 kg                  |
| Csollány Szilveszter | Torna         | Férfi gyűrű                  |
| Balázs Bernadett Balog Ildikó Horváth Kinga Molnár Andrea Molnár Krisztina Ónodi Henrietta                                                                                                | Torna         | Női csapat összetett         |
| Deutsch Tamás Horváth Péter Rózsa Norbert Szabados Béla | Úszás         | Férfi 4 × 100 m vegyes váltó |
| Csépe Gabriella | Úszás         | Női 100 m mell               |
| Szabó Tünde | Úszás         | Női 200 m hát                |
| Nemzeti válogatott Benedek Tibor Dóczi István Gyöngyösi András Kuna Péter Nemes Gábor Péter Imre Petőváry Zsolt Schmiedt Gábor Tóth Frank Tóth Imre Tóth László Varga Zsolt Vincze Balázs | Vízilabda     | Férfi                        |

## Eredményesség sportáganként
A magyar csapat tizenkettő sportágban összesen 211 olimpiai pontot szerzett.
Az egyes sportágak eredményessége, illetve az induló versenyzők száma a következő:
(kiemelve az egyes számoszlopok legmagasabb értéke, vagy értékei)
| Sportág, szakág | Helyezések száma | Helyezések száma | Helyezések száma | Helyezések száma | Helyezések száma | Helyezések száma | Olimpiai pont | Indulók száma | Indulók száma | Indulók száma |
| Sportág, szakág |                  |                  |                  | 4.               | 5.               | 6.               | Olimpiai pont | Férfi         | Nő            | Össz.         |
| Asztalitenisz   | 0                | 0                | 0                | 0                | 0                | 0                | 0             | 0             | 1             | 1             |
| Atlétika        | 0                | 0                | 0                | 2                | 1                | 0                | 8             | 13            | 11            | 24            |
| Birkózás        | 2                | 0                | 0                | 1                | 1                | 0                | 19            | 17            | 0             | 17            |
| Cselgáncs       | 1                | 2                | 1                | 0                | 1                | 0                | 23            | 7             | 5             | 12            |
| Evezés          | 0                | 0                | 0                | 0                | 0                | 0                | 0             | 5             | 3             | 8             |
| Íjászat         | 0                | 0                | 0                | 0                | 0                | 0                | 0             | 0             | 3             | 3             |
| Kajak-kenu      | 1                | 3                | 2                | 0                | 2                | 1                | 35            | 10            | 4             | 14            |
| Kerékpározás    | 0                | 0                | 0                | 0                | 0                | 0                | 0             | 3             | 1             | 4             |
| Kézilabda       | 0                | 0                | 0                | 0                | 0                | 0                | 0             | 15            | 0             | 15            |
| Lovaglás        | 0                | 0                | 0                | 0                | 0                | 0                | 0             | 5             | 0             | 5             |
| Műugrás         | 0                | 0                | 0                | 0                | 0                | 0                | 0             | 0             | 3             | 3             |
| Ökölvívás       | 0                | 0                | 3                | 0                | 2                | 0                | 16            | 8             | 0             | 8             |
| Öttusa          | 0                | 1                | 0                | 0                | 1                | 0                | 7             | 3             | 0             | 3             |
| Sportlövészet   | 0                | 0                | 0                | 1                | 1                | 1                | 6             | 12            | 6             | 18            |
| Súlyemelés      | 0                | 0                | 0                | 0                | 0                | 1                | 1             | 10            | 0             | 10            |
| Tenisz          | 0                | 0                | 0                | 0                | 0                | 0                | 0             | 1             | 0             | 1             |
| Tollaslabda     | 0                | 0                | 0                | 0                | 0                | 0                | 0             | 0             | 3             | 3             |
| Torna           | 1                | 1                | 0                | 0                | 1                | 2                | 16            | 6             | 8             | 14            |
| Úszás           | 5                | 3                | 1                | 0                | 1                | 3                | 59            | 9             | 4             | 13            |
| Vitorlázás      | 0                | 0                | 0                | 0                | 0                | 0                | 0             | 7             | 1             | 8             |
| Vívás           | 1                | 2                | 0                | 1                | 0                | 0                | 20            | 15            | 5             | 20            |
| Vízilabda       | 0                | 0                | 0                | 0                | 0                | 1                | 1             | 13            | 0             | 13            |
| Összesen        | 11               | 12               | 7                | 5                | 11               | 9                | 211           | 159           | 58            | 217           |

1. 1 2 3  Ökölvívásban a MOB táblázata 13 pontot ír. Nem jelöl 5. helyezettet, és egy 6. helyezett ad meg, az összpontszám 208. Hivatalosan két ökölvívó az 5. helyen végzett.[1][2] Így a táblázatban a MOB adataitól eltérően ökölvívásban két 5. helyezett, 16 pont, összpontszámként 211 szerepel.

## Asztalitenisz
Női
| Versenyző      | Versenyszám | Csoportkör                                                                                           | Csoportkör | Nyolcaddöntő                           | Negyeddöntő       | Elődöntő          | Döntő             | Helyezés |
| Versenyző      | Versenyszám | Ellenfél Eredmény                                                                                    | Hely.      | Ellenfél Eredmény                      | Ellenfél Eredmény | Ellenfél Eredmény | Ellenfél Eredmény | Helyezés |
| -------------- | ----------- | --- | ---------- | -------------------------------------- | ----------------- | ----------------- | ----------------- | -------- |
| Bátorfi Csilla | Egyes       | I csoport · María Cabrera (ECU) · 2-0 · Lisa Lomas (GBR) · 2-0 · Rossy Pratiwi Dipoyanti (INA) · 2-0 | 1.         | Teng Ja-ping (Deng Yaping) (CHN) · 0-3 | kiesett           | kiesett           | kiesett           | 9.       |

## Atlétika
Férfi
| Versenyző      | Versenyszám     | Előfutam | Előfutam | Előfutam | Negyeddöntő | Negyeddöntő | Negyeddöntő | Elődöntő | Elődöntő | Elődöntő | Döntő         | Döntő         |
| Versenyző      | Versenyszám     | Idő      | Hely.    | Össz.    | Idő         | Hely.       | Össz.       | Idő      | Hely.    | Össz.    | Idő           | Helyezés      |
| -------------- | --------------- | -------- | -------- | -------- | ----------- | ----------- | ----------- | -------- | -------- | -------- | ------------- | ------------- |
| Molnár Tamás   | 400 m           | 46,21    | 3.       | 26.      | 46,80       | 8.          | 29.         | kiesett  | kiesett  | kiesett  | kiesett       | kiesett       |
| Káldy Zoltán   | 10 000 m        | 28:21,96 | 9.       | 9.       |             |             |             |          |          |          | 28:34,21      | 12.           |
| Borka Gyula    | Maraton         |          |          |          |             |             |             |          |          |          | 2:20:46       | 38.           |
| Szűcs Csaba    | Maraton         |          |          |          |             |             |             |          |          |          | nem ért célba | nem ért célba |
| Urbanik Sándor | 20 km gyaloglás |          |          |          |             |             |             |          |          |          | 1:26:08       | 8.            |

| Versenyző      | Versenyszám   | Selejtező | Selejtező | Döntő    | Döntő    |
| Versenyző      | Versenyszám   | Eredmény  | Helyezés  | Eredmény | Helyezés |
| -------------- | ------------- | --------- | --------- | -------- | -------- |
| Bagyula István | Rúdugrás      | 555 cm    | 9.*       | 530 cm   | 9.       |
| Almási Csaba   | Távolugrás    | 769 cm    | 26.       | kiesett  | kiesett  |
| Szalma László  | Távolugrás    | 747 cm    | 34.       | kiesett  | kiesett  |
| Ficsor József  | Diszkoszvetés | 58,84 m   | 19.       | kiesett  | kiesett  |
| Horváth Attila | Diszkoszvetés | 62,26 m   | 4.        | 62,82 m  | 5.       |
| Gécsek Tibor   | Kalapácsvetés | 76,48 m   | 6.        | 77,78 m  | 4.       |

| Versenyző       | Versenyszám | 100 m | 100 m | Távolugrás | Távolugrás | Súlylökés | Súlylökés | Magasugrás | Magasugrás | 400 m | 400 m | 110 m gát | 110 m gát | Diszkoszvetés | Diszkoszvetés | Rúdugrás | Rúdugrás | Gerelyhajítás | Gerelyhajítás | 1500 m  | 1500 m | Végeredmény | Végeredmény |
| Versenyző       | Versenyszám | Idő   | Pont  | Eredmény   | Pont       | Eredmény  | Pont      | Eredmény   | Pont       | Idő   | Pont  | Idő       | Pont      | Eredmény      | Pont          | Eredmény | Pont     | Eredmény      | Pont          | Idő     | Pont   | Pont        | Helyezés    |
| --------------- | ----------- | ----- | ----- | ---------- | ---------- | --------- | --------- | ---------- | ---------- | ----- | ----- | --------- | --------- | ------------- | ------------- | -------- | -------- | ------------- | ------------- | ------- | ------ | ----------- | ----------- |
| Munkácsy Sándor | Tízpróba    | 11,13 | 832   | 728 cm     | 881        | 12,56 m   | 640       | 191 cm     | 723        | 48,69 | 876   | 14,81     | 873       | 41,22 m       | 689           | 440 cm   | 731      | 52,90 m       | 632           | 4:18,62 | 821    | 7698        | 20.         |
| Szabó Dezső     | Tízpróba    | 11,09 | 841   | 742 cm     | 915        | 13,73 m   | 712       | 197 cm     | 776        | 48,24 | 898   | 14,86     | 867       | 39,22 m       | 649           | 530 cm   | 1004     | 59,14 m       | 725           | 4:19,96 | 812    | 8199        | 4.          |

Női
| Versenyző                                         | Versenyszám     | Előfutam | Előfutam | Előfutam | Negyeddöntő | Negyeddöntő | Negyeddöntő | Elődöntő | Elődöntő | Elődöntő | Döntő   | Döntő    |
| Versenyző                                         | Versenyszám     | Idő      | Hely.    | Össz.    | Idő         | Hely.       | Össz.       | Idő      | Hely.    | Össz.    | Idő     | Helyezés |
| ------------------------------------------------- | --------------- | -------- | -------- | -------- | ----------- | ----------- | ----------- | -------- | -------- | -------- | ------- | -------- |
| Kozáry Ágnes                                      | 200 m           | 24,50    | 5.       | 38.      | kiesett     | kiesett     | kiesett     | kiesett  | kiesett  | kiesett  | kiesett | kiesett  |
| Forgács Judit                                     | 400 m           | 54,87    | 5.       | 32.      | 54,24       | 8.          | 30.         | kiesett  | kiesett  | kiesett  | kiesett | kiesett  |
| Szabó Karolina                                    | Maraton         |          |          |          |             |             |             |          |          |          | 2:40:10 | 11.      |
| Alföldi Andrea                                    | 10 km gyaloglás |          |          |          |             |             |             |          |          |          | 46:35   | 18.      |
| Ilyés Ildikó                                      | 10 km gyaloglás |          |          |          |             |             |             |          |          |          | 45:54   | 13.      |
| Rosza Mária                                       | 10 km gyaloglás |          |          |          |             |             |             |          |          |          | 45:50   | 12.      |
| Molnár Edit Kozáry Ágnes Baráti Éva Forgács Judit | 4 × 400 m váltó | 3:33,81  | 5.       | 11.      |             |             |             |          |          |          | kiesett | kiesett  |

| Versenyző      | Versenyszám   | Selejtező             | Selejtező             | Döntő    | Döntő    |
| Versenyző      | Versenyszám   | Eredmény              | Helyezés              | Eredmény | Helyezés |
| -------------- | ------------- | --------------------- | --------------------- | -------- | -------- |
| Kovács Judit   | Magasugrás    | 190 cm                | 17.*                  | kiesett  | kiesett  |
| Ináncsi Rita   | Távolugrás    | érvényes ugrás nélkül | érvényes ugrás nélkül | kiesett  | kiesett  |
| Zsigmond Kinga | Gerelyhajítás | 60,74 m               | 7.                    | 56,54 m  | 10.      |

| Versenyző    | Versenyszám | 100 m gát | 100 m gát | Magasugrás | Magasugrás | Súlylökés | Súlylökés | 200 m | 200 m | Távolugrás               | Távolugrás               | Gerelyhajítás    | Gerelyhajítás    | 800 m            | 800 m            | Végeredmény   | Végeredmény   |
| Versenyző    | Versenyszám | Idő       | Pont      | Eredmény   | Pont       | Eredmény  | Pont      | Idő   | Pont  | Eredmény                 | Pont                     | Eredmény         | Pont             | Idő              | Pont             | Pont          | Helyezés      |
| ------------ | ----------- | --------- | --------- | ---------- | ---------- | --------- | --------- | ----- | ----- | ------------------------ | ------------------------ | ---------------- | ---------------- | ---------------- | ---------------- | ------------- | ------------- |
| Ináncsi Rita | Hétpróba    | 14,53     | 905       | 167 cm     | 818        | 13,15 m   | 737       | 25,43 | 848   | érvényes kísérlet nélkül | érvényes kísérlet nélkül | nem állt rajthoz | nem állt rajthoz | nem állt rajthoz | nem állt rajthoz | nem ért célba | nem ért célba |

* - egy másik versenyzővel azonos eredményt ért el

## Birkózás
Kötöttfogású
| Versenyző       | Versenyszám | Csoportkör | Csoportkör | Helyosztók                              | Helyosztók                                         | Helyosztók                     | Bronz- mérkőzés           | Döntő                       | Helyezés    |
| Versenyző       | Versenyszám | Csoportkör | Csoportkör | 9. helyért                              | 7. helyért                                         | 5. helyért                     | Bronz- mérkőzés           | Döntő                       | Helyezés    |
| Versenyző       | Versenyszám | Ellenfél Eredmény | Hely.      | Ellenfél Eredmény                       | Ellenfél Eredmény                                  | Ellenfél Eredmény              | Ellenfél Eredmény         | Ellenfél Eredmény           | Helyezés    |
| --------------- | ----------- | --- | ---------- | --------------------------------------- | -------------------------------------------------- | ------------------------------ | ------------------------- | --------------------------- | ----------- |
| Faragó József   | 48 kg       | B csoport · Pappu Dzsadav (IND) · 3-19 · Majid Reza Simkhah Asil (IRI) · 1-12                                                                                          | 8.         | kiesett                                 | kiesett                                            | kiesett                        | kiesett                   | kiesett                     | helyezetlen |
| Sike András     | 57 kg       | A csoport · Iszaák Theodorídisz (GRE) · 3-2 · Hanahara Daiszuke (JPN) · 8-1 · Rifat Yildiz (GER) · 0-3 (kétvállas) · William Lara (CUB) · 0-1                          | 5.         | Abderrahman Naanaa (MAR) · visszalépett |                                                    |                                |                           |                             | 10.         |
| Bódi Jenő       | 62 kg       | B csoport · Ahmed Ibrahim (EGY) · 6-0 · Ho Bjongho (Heo Byeong-Ho) (KOR) · 5-2 · Luis Martínez (ESP) · 6-4 · Mehmet Akif Pirim (TUR) · 3-7 · Juan Marén (CUB) · 1-5    | 3.         |                                         |                                                    | Buddy Lee (USA) · visszalépett |                           |                             | 5.          |
| Repka Attila    | 68 kg       | B csoport · Sztojan Sztojanov (BUL) · 4-1 · Szabó Palóc Nándor (IOP) · 10-1 · Petrică Cărare (ROU) · 6-0 · Ghani Yalouz (FRA) · 6-0 · Rodney Smith (USA) · 10-0        | 1.         |                                         |                                                    |                                |                           | İslam Duqiçiyev (EUN) · 1-0 |             |
| Takács János    | 74 kg       | B csoport · Karolj Kasap (CAN) · 0-2 · Mnacakan Iszkandarjan (EUN) · 0-8                                                                                               | 9.         | kiesett                                 | kiesett                                            | kiesett                        | kiesett                   | kiesett                     | helyezetlen |
| Farkas Péter    | 82 kg       | B csoport · Goran Kasum (IOP) · 4-1 · Mohyeldin Ramada Hussain (EGY) · 2-0 · Thomas Zander (GER) · 1-0 · Daniel Henderson (USA) · 2-0 · Magnus Fredriksson (SWE) · 2-0 | 1.         |                                         |                                                    |                                |                           | Piotr Stępień (POL) · 6-1   |             |
| Komáromi Tibor  | 90 kg       | A csoport · Harri Koskela (FIN) · 2-1 · Hakkı Başar (TUR) · DQ2 · Gogi Koguasvili (EUN) · 2-3                                                                          | 7.         | kiesett                                 | kiesett                                            | kiesett                        | kiesett                   | kiesett                     | helyezetlen |
| Növényi Norbert | 100 kg      | B csoport · Luis Sandoval (PAN) · 5-0 (kétvállas) · Miloš Govedarica (IOP) · 1-3 · Andreas Steinbach (GER) · 1-4                                                       | 4.         |                                         | Szong Szongil (Song Seong-Il) (KOR) · visszalépett |                                |                           |                             | 7.          |
| Klauz László    | 130 kg      | B csoport · Tomas Johansson (SWE) · DQ2 · Rangel Gerovszki (BUL) · 1-0 · Tien Lej (Tian Lei) (CHN) · 2-1 · Panajótisz Pikilídisz (GRE) · 2-1                           | 2.         |                                         |                                                    |                                | Ioan Grigoraş (ROU) · 0-1 |                             | 4.          |

Szabadfogású
| Versenyző     | Versenyszám | Csoportkör | Csoportkör | Helyosztók                            | Helyosztók                            | Helyosztók        | Bronz- mérkőzés   | Döntő             | Helyezés    |
| Versenyző     | Versenyszám | Csoportkör | Csoportkör | 9. helyért                            | 7. helyért                            | 5. helyért        | Bronz- mérkőzés   | Döntő             | Helyezés    |
| Versenyző     | Versenyszám | Ellenfél Eredmény | Hely.      | Ellenfél Eredmény                     | Ellenfél Eredmény                     | Ellenfél Eredmény | Ellenfél Eredmény | Ellenfél Eredmény | Helyezés    |
| ------------- | ----------- | --- | ---------- | ------------------------------------- | ------------------------------------- | ----------------- | ----------------- | ----------------- | ----------- |
| Óváry László  | 48 kg       | B csoport · Chaouki Sammari (TUN) · 7-5 · Marian Avramov (BUL) · 2-7 · Aldo Martínez (CUB) · 5-20                                  | 5.         | Thomas Petryshen (CAN) · visszalépett |                                       |                   |                   |                   | 10.         |
| Nagy Béla     | 57 kg       | A csoport · Tebe Dorgu (NGR) · 5-1 (kétvállas) · Tserenbaataryn Tsogtbayar (MGL) · 9-25 · Szjarhej Szmal (EUN) · 0-13              | 6.         | kiesett                               | kiesett                               | kiesett           | kiesett           | kiesett           | helyezetlen |
| Elekes Endre  | 68 kg       | A csoport · Akaisi Kószei (JPN) · 0-8 (kétvállas) · Francisco Barcia (ESP) · 7-1 · Maksim Geller (ISR) · DQ2                       | 5.         | Gérard Sartoro (FRA) · visszalépett   |                                       |                   |                   |                   | 10.         |
| Nagy János    | 74 kg       | A csoport · Gary Holmes (CAN) · 2-4 · Alexander Leipold (GER) · 2-1 · Pak Csangszun (KOR) · 0-5                                    | 4.         |                                       | Lodoin Enkhbayar (MGL) · visszalépett |                   |                   |                   | 7.          |
| Dvorák László | 82 kg       | A csoport · Enekpedekumoh Okporu (NGR) · 2-0 · Itó Acusi (JPN) · 8-0 · Hans Gstöttner (GER) · 2-4 · Elmagyi Zsabrailov (EUN) · 0-1 | 5.         | David Hohl (CAN) · 1-3                |                                       |                   |                   |                   | 10.         |
| Tóth Gábor    | 90 kg       | B csoport · Kenan Şimşek (TUR) · 0-6 · Marek Garmulewicz (POL) · 5-4 · Ayoub Baninosrat (IRI) · 0-4                                | 6.         | kiesett                               | kiesett                               | kiesett           | kiesett           | kiesett           | helyezetlen |
| Kiss Sándor   | 100 kg      | B csoport · Alioune Diouf (SEN) · 7-3 · Magdiel Gutiérrez (NCA) · 16-0 · Ali Kayali (TUR) · 0-5 · Leri Habelov (EUN) · 0-6         | 4.         |                                       | Mark Coleman (USA) · 0-2              |                   |                   |                   | 8.          |
| Gombos Zsolt  | 130 kg      | B csoport · Andreas Schröder (GER) · 0-4 · Bruce Baumgartner (USA) · 0-8                                                           | 7.         | kiesett                               | kiesett                               | kiesett           | kiesett           | kiesett           | helyezetlen |

DQ2 - passzivitás miatt mindkét versenyzőt kizárták

## Cselgáncs
Férfi
| Versenyző       | Versenyszám  | Selejtező                            | 32-es főtábla                     | Nyolcaddöntő                          | Negyeddöntő                       | Elődöntő                             | Vigaszág első kör | Vigaszág nyolcaddöntő                            | Vigaszág negyeddöntő                | Vigaszág elődöntő                     | Bronz- mérkőzés                       | Döntő                             | Helyezés |
| Versenyző       | Versenyszám  | Ellenfél Eredmény                    | Ellenfél Eredmény                 | Ellenfél Eredmény                     | Ellenfél Eredmény                 | Ellenfél Eredmény                    | Ellenfél Eredmény | Ellenfél Eredmény                                | Ellenfél Eredmény                   | Ellenfél Eredmény                     | Ellenfél Eredmény                     | Ellenfél Eredmény                 | Helyezés |
| --------------- | ------------ | ------------------------------------ | --------------------------------- | ------------------------------------- | --------------------------------- | ------------------------------------ | ----------------- | ------------------------------------------------ | ----------------------------------- | ------------------------------------- | ------------------------------------- | --------------------------------- | -------- |
| Wágner József   | Légsúly      | erőnyerő                             | Kosino Tadanori (JPN) · 0000-1000 |                                       |                                   |                                      |                   | Csen Caj-liang (Chen Cailiang) (CHN) · 1000-0000 | Manfred Hiptmair (AUT) · 1000-0000  | Dashgombyn Battulga (MGL) · 1000-0000 | Richard Trautmann (GER) · 0000-0001   |                                   | 5.       |
| Csák József     | Harmatsúly   | Dikubenga Mavatiku (ZAI) · 1000-0000 | Ivan Netov (BUL) · 0010-0000      | Pavel Petřikov (TCH) · 0010-0000      | Philip Laats (BEL) · 1100-0000    | Israel Hernández (CUB) · 1000-0000   |                   |                                                  |                                     |                                       |                                       | Rogério Cardoso (BRA) · 0000-0100 |          |
| Hajtós Bertalan | Könnyűsúly   | erőnyerő                             | Roman Hatashita (CAN) · 1000-0000 | Khaliuny Boldbaatar (MGL) · 1000-0000 | Meziane Dahmani (ALG) · 1000-0000 | Jeong Hun (KOR) · 1000-0000          |                   |                                                  |                                     |                                       |                                       | Koga Tosihiko (JPN) · 0000-0010   |          |
| Zsoldos Zsolt   | Váltósúly    | Musuyu Kutama (ZAI) · 1000-0000      | Salah Rekik (TUN) · 0010-0000     | Johan Laats (BEL) · 0000-1100         |                                   |                                      |                   | Ryan Birch (GBR) · 1000-0000                     | Bertrand Damaisin (FRA) · 0000-1000 | kiesett                               | kiesett                               |                                   | 9.       |
| Korbel Károly   | Középsúly    | erőnyerő                             | Pascal Tayot (FRA) · 0000-0001    |                                       |                                   |                                      |                   | Adrian Croitoru (ROU) · 0000-0010                | kiesett                             | kiesett                               | kiesett                               |                                   | 13.      |
| Kovács Antal    | Félnehézsúly | erőnyerő                             | Moisés Torres (ANG) · 1100-0000   | Dmitrij Szergejev (EUN) · 0010-0000   | Aurélio Miguel (BRA) · 0100-0000  | Theo Meijer (NED) · 0010-0000        |                   |                                                  |                                     |                                       |                                       | Raymond Stevens (GBR) · 0010-0000 |          |
| Csősz Imre      | Nehézsúly    |                                      | Damon Keeve (USA) · 0001-0000     | Stefano Venturelli (ITA) · 1000-0000  | Damjan Sztojkov (BUL) · 0001-0000 | David Hahalejsvili (EUN) · 0000-0100 |                   |                                                  |                                     |                                       | Harry van Barneveld (BEL) · 0100-0000 |                                   |          |

Női
| Versenyző       | Versenyszám | Selejtező                                         | Nyolcaddöntő                           | Negyeddöntő                                          | Elődöntő          | Vigaszág nyolcaddöntő | Vigaszág negyeddöntő            | Vigaszág elődöntő               | Bronz- mérkőzés   | Döntő             | Helyezés |
| Versenyző       | Versenyszám | Ellenfél Eredmény                                 | Ellenfél Eredmény                      | Ellenfél Eredmény                                    | Ellenfél Eredmény | Ellenfél Eredmény     | Ellenfél Eredmény               | Ellenfél Eredmény               | Ellenfél Eredmény | Ellenfél Eredmény | Helyezés |
| --------------- | ----------- | ------------------------------------------------- | -------------------------------------- | ---------------------------------------------------- | ----------------- | --------------------- | ------------------------------- | ------------------------------- | ----------------- | ----------------- | -------- |
| Parragh Katalin | Harmatsúly  | Dominique Berna (FRA) · 0000-0001                 | kiesett                                | kiesett                                              | kiesett           |                       |                                 |                                 |                   |                   | 20.      |
| Pekli Mária     | Könnyűsúly  | Csin Hsziang-lan (Jin Xianglan) (CHN) · 0000-0100 | kiesett                                | kiesett                                              | kiesett           |                       |                                 |                                 |                   |                   | 18.      |
| Nagy Zsuzsa     | Váltósúly   | Lkhamaasürengiin Badamsüren (MGL) · 1000-0000     | Xiomara Griffith (VEN) · 0000-1000     | kiesett                                              | kiesett           |                       |                                 |                                 |                   |                   | 16.      |
| Király Anita    | Középsúly   | erőnyerő                                          | Jelena Kotyelnyikova (EUN) · 0001-0000 | Odalis Revé (CUB) · 0000-1100                        |                   |                       | Grace Jividen (USA) · 0000-0100 | kiesett                         | kiesett           |                   | 9.       |
| Gránitz Éva     | Nehézsúly   | erőnyerő                                          | Maria Teresa Motta (ITA) · 0010-0000   | Csuang Hsziao-jen (Zhuang Xiaoyan) (CHN) · 0000-1100 |                   |                       | Sharon Lee (GBR) · 1000-0000    | Claudia Weber (GER) · 0000-1000 | kiesett           |                   | 7.       |

## Evezés
Férfi
| Versenyző                    | Versenyszám              | Előfutam | Előfutam | Vigaszág | Vigaszág | Elődöntő | Elődöntő | Elődöntő | Döntő | Döntő   | Döntő | Helyezés |
| Versenyző                    | Versenyszám              | Idő      | Hely.    | Idő      | Hely.    | Típus    | Idő      | Hely.    | Típus | Idő     | Hely. | Helyezés |
| ---------------------------- | ------------------------ | -------- | -------- | -------- | -------- | -------- | -------- | -------- | ----- | ------- | ----- | -------- |
| Mitring Gábor                | Egypárevezős             | 7:11,93  | 3.       | 7:22,13  | 4.       | C/D      | 7:05,04  | 2.       | C     | 7:12,65 | 3.    | 15.      |
| Dani Zsolt Lévai Zsolt       | Kétpárevezős             | 6:42,80  | 3.       | 6:42,31  | 1.       | A/B      | 6:31,46  | 6.       | B     | 6:27,23 | 4.    | 10.      |
| Magyar Imre Schneider Henrik | Kormányos nélküli kettes | 6:53,82  | 5.       | 6:53,44  | 3.       |          |          |          | C     | 6:51,20 | 4.    | 16.      |

Női
| Versenyző              | Versenyszám  | Előfutam | Előfutam | Vigaszág | Vigaszág | Elődöntő | Elődöntő | Elődöntő | Döntő   | Döntő   | Döntő   | Helyezés |
| Versenyző              | Versenyszám  | Idő      | Hely.    | Idő      | Hely.    | Típus    | Idő      | Hely.    | Típus   | Idő     | Hely.   | Helyezés |
| ---------------------- | ------------ | -------- | -------- | -------- | -------- | -------- | -------- | -------- | ------- | ------- | ------- | -------- |
| Sarlós Katalin         | Egypárevezős | 8:00,45  | 5.       | 8:05,17  | 4.       |          |          |          | C       | 8:11,55 | 1.      | 13.      |
| Kapócs Anikó Punk Edit | Kétpárevezős | 7:47,05  | 4.       | 7:43,84  | 4.       | kiesett  | kiesett  | kiesett  | kiesett | kiesett | kiesett | 13.      |

## Íjászat
Női
| Versenyző                              | Versenyszám | Selejtező | Selejtező | Selejtező | Selejtező | Selejtező | Selejtező | Selejtező | Selejtező | Selejtező | Selejtező | Kieséses szakasz                           | Kieséses szakasz                                                                          | Kieséses szakasz  | Kieséses szakasz  | Kieséses szakasz  | Helyezés |
| Versenyző                              | Versenyszám | 30 m      | 30 m      | 50 m      | 50 m      | 60 m      | 60 m      | 70 m      | 70 m      | Pont      | Hely.     | 32-es főtábla                              | Nyolcaddöntő                                                                              | Negyeddöntő       | Elődöntő          | Döntő             | Helyezés |
| Versenyző                              | Versenyszám | Pont      | Hely.     | Pont      | Hely.     | Pont      | Hely.     | Pont      | Hely.     | Pont      | Hely.     | Ellenfél Eredmény                          | Ellenfél Eredmény                                                                         | Ellenfél Eredmény | Ellenfél Eredmény | Ellenfél Eredmény | Helyezés |
| -------------------------------------- | ----------- | --------- | --------- | --------- | --------- | --------- | --------- | --------- | --------- | --------- | --------- | ------------------------------------------ | ----------------------------------------------------------------------------------------- | ----------------- | ----------------- | ----------------- | -------- |
| Kiss Tímea                             | Egyéni      | 332       | 48.       | 294       | 49.       | 300       | 55.       | 281       | 53.       | 1207      | 54.       | kiesett                                    | kiesett                                                                                   | kiesett           | kiesett           | kiesett           | 54.      |
| Kovács Judit                           | Egyéni      | 347       | 11.       | 327       | 9.        | 320       | 33.       | 310       | 18.       | 1304      | 16.       | Vang Hung (Wang Hong) (CHN) (17.) · 103-93 | Cho Yun-Jeong (KOR) (1.) · 97-113                                                         | kiesett           | kiesett           | kiesett           | 16.      |
| Szendey Marina                         | Egyéni      | 342       | 24.       | 304       | 37.       | 327       | 21.       | 292       | 41.       | 1265      | 35.       | kiesett                                    | kiesett                                                                                   | kiesett           | kiesett           | kiesett           | 53.      |
| Kiss Tímea Kovács Judit Szendey Marina | Csapat      | 1021      | 7.        | 925       | 12.       | 947       | 13.       | 883       | 13.       | 3776      | 13.       |                                            | Egyesült Államok (USA) · Sherry Block · Jennifer O'Donnell · Denise Parker (4.) · 222-235 | kiesett           | kiesett           | kiesett           | 14.      |

## Kajak-kenu

### Síkvízi
Férfi
| Versenyző                                              | Versenyszám         | Előfutam | Előfutam | Előfutam | Vigaszág | Vigaszág | Vigaszág | Elődöntő | Elődöntő | Elődöntő | Döntő   | Döntő    |
| Versenyző                                              | Versenyszám         | Idő      | Hely.    | Össz.    | Idő      | Hely.    | Össz.    | Idő      | Hely.    | Össz.    | Idő     | Helyezés |
| ------------------------------------------------------ | ------------------- | -------- | -------- | -------- | -------- | -------- | -------- | -------- | -------- | -------- | ------- | -------- |
| Gyulay Zsolt                                           | Kajak egyes 500 m   | 1:41,78  | 3.       | 8.       | 1:41,44  | 1.       | 5.       | 1:42,70  | 5.       | 8.       | 1:40,64 |          |
| Csipes Ferenc                                          | Kajak egyes 1000 m  | 3:40,49  | 2.       | 9.       | erőnyerő | erőnyerő | erőnyerő | 3:49,73  | 9.       | 18.      | kiesett | kiesett  |
| Csipes Ferenc Gyulay Zsolt                             | Kajak kettes 500 m  | 1:41,85  | 6.       | 24.      | 1:31,27  | 2.       | 3.       | 1:29,85  | 5.       | 7.       | 1:32,34 | 7.       |
| Bártfai Krisztián Rajna András                         | Kajak kettes 1000 m | 3:18,52  | 3.       | 7.       | 3:18,80  | 1.       | 7.       | 3:19,28  | 4.       | 6.       | 3:20,71 | 6.       |
| Csipes Ferenc Gyulay Zsolt Fidel László Ábrahám Attila | Kajak négyes 1000 m | 2:54,08  | 1.       | 2.       |          |          |          | 2:55,39  | 2.       | 2.       | 2:54,82 |          |
| Pulai Imre                                             | Kenu egyes 500 m    | 1:54,68  | 2.       | 7.       | erőnyerő | erőnyerő | erőnyerő | 1:54,64  | 2.       | 6.       | 1:54,86 | 5.       |
| Zala György                                            | Kenu egyes 1000 m   | 4:06,43  | 1.       | 9.       | erőnyerő | erőnyerő | erőnyerő | 4:05,29  | 4.       | 4.       | 4:07,35 |          |
| Pálizs Attila Kolonics György                          | Kenu kettes 500 m   | 1:41,71  | 2.D      | 2.       |          |          |          |          |          |          | 1:43,27 | 7.       |
| Pálizs Attila Kolonics György                          | Kenu kettes 1000 m  | 3:37,55  | 3.       | 6.       |          |          |          | 3:43,96  | 1.       | 4.       | 3:42,86 | 5.       |

Női
| Versenyző                                          | Versenyszám        | Előfutam | Előfutam | Előfutam | Elődöntő | Elődöntő | Elődöntő | Döntő   | Döntő    |
| Versenyző                                          | Versenyszám        | Idő      | Hely.    | Össz.    | Idő      | Hely.    | Össz.    | Idő     | Helyezés |
| -------------------------------------------------- | ------------------ | -------- | -------- | -------- | -------- | -------- | -------- | ------- | -------- |
| Kőbán Rita                                         | Kajak egyes 500 m  | 1:53,36  | 2.       | 2.       | 1:50,97  | 1.       | 1.       | 1:51,96 |          |
| Kőbán Rita Dónusz Éva                              | Kajak kettes 500 m | 1:42,54  | 2.       | 3.       | 1:40,63  | 1.       | 2.       | 1:40,81 |          |
| Dónusz Éva Czigány Kinga Mészáros Erika Kőbán Rita | Kajak négyes 500 m | 1:32,94  | 1.D      | 1.       |          |          |          | 1:38,32 |          |

## Kerékpározás

### Országúti kerékpározás
Férfi
| Versenyző           | Versenyszám   | Idő             | Helyezés |
| ------------------- | ------------- | --------------- | -------- |
| Eisenkrammer Károly | Mezőnyverseny | 4:52:07(+16:46) | 80.      |
| Steig Csaba         | Mezőnyverseny | 4:35:56(+0:35)  | 58.      |

Női
| Versenyző | Versenyszám   | Idő             | Helyezés |
| --------- | ------------- | --------------- | -------- |
| Izsák Éva | Mezőnyverseny | 2:29:22(+24:40) | 51.      |

### Pálya-kerékpározás
Pontversenyek
| Versenyző      | Versenyszám       | Selejtező | Selejtező | Selejtező | Selejtező | Döntő     | Döntő         | Helyezés    |
| Versenyző      | Versenyszám       | Csoport   | lekörözés | Pont      | Hely.     | lekörözés | Pont          | Helyezés    |
| -------------- | ----------------- | --------- | --------- | --------- | --------- | --------- | ------------- | ----------- |
| Somogyi Miklós | Férfi pontverseny | B         | 1         | 13        | 9.        | 2         | nem ért célba | helyezetlen |

## Kézilabda

### Férfi
| Magyar férfi kézilabdacsapat-játékoskeret                                                                                    | Magyar férfi kézilabdacsapat-játékoskeret                                                                          |
| --- | --- |
| - Bíró Imre - Borsos Attila - Csicsay Ottó - Csoknyai István - Éles József - Füzesi Ferenc - Horváth Attila - Győrffy Sándor | - Iváncsik Mihály - Marosi László - Mezei Richárd - Sibalin Jakab - Sótonyi László - Szathmári János - Zubjuk Igor |

#### Eredmények
Csoportkör
A csoport
| Csapat              | M | Gy | D | V | G+  | G–  | Gk  | P  |
| ------------------- | - | -- | - | - | --- | --- | --- | -- |
| Svédország (SWE)    | 5 | 5  | 0 | 0 | 118 | 86  | +32 | 10 |
| Izland (ISL)        | 5 | 3  | 1 | 1 | 101 | 99  | +2  | 7  |
| Dél-Korea (KOR)     | 5 | 3  | 0 | 2 | 114 | 115 | –1  | 6  |
| Magyarország (HUN)  | 5 | 2  | 0 | 3 | 102 | 108 | –6  | 4  |
| Csehszlovákia (TCH) | 5 | 1  | 1 | 3 | 94  | 92  | +2  | 3  |
| Brazília (BRA)      | 5 | 0  | 0 | 5 | 96  | 125 | –29 | 0  |

| 1992. július 27. 19:00 | Magyarország (HUN) | 18–22   | Dél-Korea (KOR)            | Játékvezetők: Oie, Hogsnes (NOR) |
| 1992. július 27. 19:00 | Iváncsik 7         | (11–11) | Cso Cshihjo (Jo Chi-Hyo) 9 | Játékvezetők: Oie, Hogsnes (NOR) |
| 1992. július 27. 19:00 |                    |         |                            | Játékvezetők: Oie, Hogsnes (NOR) |

| 1992. július 29. 14:30 | Brazília (BRA) | 21–27   | Magyarország (HUN) | Játékvezetők: Convents, Xhonneux (BEL) |
| 1992. július 29. 14:30 | Nascimento 5   | (10–10) | Iváncsik 5         | Játékvezetők: Convents, Xhonneux (BEL) |
| 1992. július 29. 14:30 |                |         |                    | Játékvezetők: Convents, Xhonneux (BEL) |

| 1992. július 31. 14:30 | Izland (ISL) | 22–16 | Magyarország (HUN) | Játékvezetők: Lelong, Tancrez (FRA) |
| 1992. július 31. 14:30 | Grímsson 6   | (8–3) | Marosi 4           | Játékvezetők: Lelong, Tancrez (FRA) |
| 1992. július 31. 14:30 |              |       |                    | Játékvezetők: Lelong, Tancrez (FRA) |

| 1992. augusztus 2. 16:00 | Magyarország (HUN) | 21–25   | Svédország (SWE) | Játékvezetők: Gallego, Lamas (ESP) |
| 1992. augusztus 2. 16:00 | Éles 5             | (10–14) | Hajas 6          | Játékvezetők: Gallego, Lamas (ESP) |
| 1992. augusztus 2. 16:00 |                    |         |                  | Játékvezetők: Gallego, Lamas (ESP) |

| 1992. augusztus 4. 11:30 | Magyarország (HUN) | 20–18 | Csehszlovákia (TCH) | Játékvezetők: H. E. Thomas, J. K. Thomas (GER) |
| 1992. augusztus 4. 11:30 | Horváth 7          | (9–8) | Šetlík 6            | Játékvezetők: H. E. Thomas, J. K. Thomas (GER) |
| 1992. augusztus 4. 11:30 |                    |       |                     | Játékvezetők: H. E. Thomas, J. K. Thomas (GER) |

A 7. helyért
| 1992. augusztus 7. 9:00 | Románia (ROU) | 19–23  | Magyarország (HUN) | Játékvezetők: Rudin, Schill (SUI) |
| 1992. augusztus 7. 9:00 | Prisăcaru 4   | (13–9) | Horváth 7          | Játékvezetők: Rudin, Schill (SUI) |
| 1992. augusztus 7. 9:00 |               |        |                    | Játékvezetők: Rudin, Schill (SUI) |

| Csapat             | Helyezés |
| ------------------ | -------- |
| Magyarország (HUN) | 7.       |

## Lovaglás
Díjugratás
| Versenyző      | Ló       | Versenyszám | Selejtező | Selejtező | Selejtező | Selejtező | Selejtező | Selejtező | Selejtező  | Selejtező  | Döntő   | Döntő   | Döntő   | Döntő   | Végeredmény | Végeredmény |
| Versenyző      | Ló       | Versenyszám | 1. kör    | 1. kör    | 2. kör    | 2. kör    | 2. kör    | 3. kör    | Összesítés | Összesítés | 1. kör  | 1. kör  | 2. kör  | 2. kör  | Végeredmény | Végeredmény |
| Versenyző      | Ló       | Versenyszám | Pont      | Hely.     | Pont      | Össz.     | Hely.     | Pont      | Pont       | Hely.      | Bünt.   | Hely.   | Bünt.   | Hely.   | Pont/Bünt   | Helyezés    |
| -------------- | -------- | ----------- | --------- | --------- | --------- | --------- | --------- | --------- | ---------- | ---------- | ------- | ------- | ------- | ------- | ----------- | ----------- |
| Göttler Vilmos | Kemal 36 | Egyéni      | 42,00     | 43.       | 14,00     | 56,00     | 63.       | 44,00     | 100,00     | 58.        | kiesett | kiesett | kiesett | kiesett | 100,00      | 58.         |

Lovastusa
| Versenyző                                                   | Ló                                | Versenyszám | Díjlovaglás | Díjlovaglás | Tereplovaglás | Tereplovaglás | Tereplovaglás | Díjugratás | Díjugratás | Végeredmény | Végeredmény |
| Versenyző                                                   | Ló                                | Versenyszám | Bünt.       | Hely.       | Bünt.         | Hely.         | Össz.         | Bünt.      | Hely.      | Bünt.       | Helyezés    |
| ----------------------------------------------------------- | --------------------------------- | ----------- | ----------- | ----------- | ------------- | ------------- | ------------- | ---------- | ---------- | ----------- | ----------- |
| Bubán Zsolt                                                 | Hófehérke                         | Egyéni      | 74,60       | 65.         | kizárták      | kizárták      | kiesett       | kiesett    | kiesett    | kiesett     | kiesett     |
| Herczegfalvy Tibor                                          | Lump                              | Egyéni      | 85,20       | 76.         | 113,40        | 51.           | 56.           | 10,00      | 24.        | 208,60      | 54.         |
| Ling Attila                                                 | Hamupipőke                        | Egyéni      | 71,80       | 60.         | nem ért célba | nem ért célba | kiesett       | kiesett    | kiesett    | kiesett     | kiesett     |
| Ifj. Soós Attila                                            | Zsizsik                           | Egyéni      | 87,80       | 77.         | 64,80         | 29.           | 39.           | 0,00       | 1.         | 152,60      | 31.         |
| Bubán Zsolt Herczegfalvy Tibor Ling Attila Ifj. Soós Attila | Hófehérke Lump Hamupipőke Zsizsik | Csapat      | 247,60      | 17.         | nem ért célba | nem ért célba | kiesett       | kiesett    | kiesett    | kiesett     | kiesett     |

## Műugrás
Női
| Versenyző       | Versenyszám        | Elődöntő | Elődöntő | Döntő   | Döntő    |
| Versenyző       | Versenyszám        | Pont     | Helyezés | Pont    | Helyezés |
| --------------- | ------------------ | -------- | -------- | ------- | -------- |
| Gerlach Ágnes   | Egyéni műugrás     | 265,86   | 18.      | kiesett | kiesett  |
| Cserba Brigitta | Egyéni toronyugrás | 236,10   | 27.      | kiesett | kiesett  |
| Nagy Ibolya     | Egyéni toronyugrás | 269,52   | 21.      | kiesett | kiesett  |

## Ökölvívás
| Versenyző       | Versenyszám     | Selejtező                                     | Nyolcaddöntő                      | Negyeddöntő                 | Elődöntő                                  | Döntő             | Helyezés |
| Versenyző       | Versenyszám     | Ellenfél Eredmény                             | Ellenfél Eredmény                 | Ellenfél Eredmény           | Ellenfél Eredmény                         | Ellenfél Eredmény | Helyezés |
| --------------- | --------------- | --------------------------------------------- | --------------------------------- | --------------------------- | ----------------------------------------- | ----------------- | -------- |
| Lakatos Pál     | Papírsúly       | Volodymyr Hanchenko (EUN) · RSC               | Jo Dong-Beom (KOR) · 20-15        | Daniel Petrov (BUL) · 8-17  | kiesett                                   | kiesett           | 5.       |
| Kovács István   | Légsúly         | Dharmendra Jádav (IND) · 21-5                 | Jesper Jensen (DEN) · 14-0        | Héctor Avila (DOM) · 17-3   | Cshö Csholszu (Choi Chol-su) (PRK) · 5-10 | kiesett           |          |
| Bognár László   | Harmatsúly      | Ri Gvangsik (Ri Gwang-sik) (PRK) · leléptetés | kiesett                           | kiesett                     | kiesett                                   | kiesett           | 17.      |
| Petrovics János | Könnyűsúly      | Moses Odion (NGR) · 8-18                      | kiesett                           | kiesett                     | kiesett                                   | kiesett           | 17.      |
| Szűcs László    | Kisváltósúly    | Trevor Shailer (NZL) · 7-0                    | Daniel Fulanse (ZAM) · 15-7       | Jyri Kjäll (FIN) · 1-9      | kiesett                                   | kiesett           | 5.       |
| Mizsei György   | Nagyváltósúly   | Fabrizio De Chiara (ITA) · 13-4               | Hendrik Simangunsong (INA) · 17-5 | Maselino Masoe (ASA) · 17-3 | Juan Carlos Lemus (CUB) · 2-10            | kiesett           |          |
| Béres Zoltán    | Félnehézsúly    | Paulo Mwaselle (TAN) · 30-13                  | Asghar Muhammad (PAK) · RSC       | Roland Raforme (SEY) · 11-3 | Rosztiszlav Zaulicsnij (EUN) · RSC        | kiesett           |          |
| Szikora István  | Szupernehézsúly | erőnyerő                                      | Szvilen Ruszinov (BUL) · 4-12     | kiesett                     | kiesett                                   | kiesett           | 9.       |

RSC - a játékvezető megállította a mérkőzést

## Öttusa
| Versenyző                                       | Versenyszám | Vívás    | Vívás | Vívás | Úszás  | Úszás | Úszás | Lövészet | Lövészet | Lövészet | Futás   | Futás | Futás | Lovaglás | Lovaglás | Lovaglás | Összesen    | Összesen |
| Versenyző                                       | Versenyszám | Pontszám | Pont  | Hely. | Idő    | Pont  | Hely. | Eredmény | Pont     | Hely.    | Idő     | Pont  | Hely. | Idő      | Pont     | Hely.    | Összes pont | Helyezés |
| ----------------------------------------------- | ----------- | -------- | ----- | ----- | ------ | ----- | ----- | -------- | -------- | -------- | ------- | ----- | ----- | -------- | -------- | -------- | ----------- | -------- |
| Fábián László                                   | Egyéni      | 48-17    | 1034  | 1.    | 3:18,8 | 1284  | 11.   | 170      | 820      | 62.*     | 13:33,3 | 1126  | 29.   | 1:41,0   | 800      | 50.      | 5064        | 32.      |
| Kálnoki Kiss Attila                             | Egyéni      | 38-27    | 864   | 9.**  | 3:28,8 | 1204  | 41.   | 185      | 1045     | 31.*     | 13:25,5 | 1150  | 20.   | 1:59,0   | 798      | 52.      | 5061        | 33.      |
| Mizsér Attila                                   | Egyéni      | 40-25    | 898   | 7.    | 3:28,4 | 1208  | 40.   | 191      | 1135     | 7.*      | 13:04,6 | 1213  | 9.    | 1:56,9   | 992      | 27.      | 5446        |          |
| Fábián László Kálnoki Kiss Attila Mizsér Attila | Csapat      |          | 2796  | 1.    |        | 3696  | 9.    |          | 3000     | 11.      |         | 3489  | 5.    |          | 2590     | 13.      | 15571       | 5.       |

* - egy másik versenyzővel azonos eredményt ért el

** - négy másik versenyzővel azonos eredményt ért el

## Sportlövészet
Férfi
| Versenyző       | Versenyszám           | Selejtező | Selejtező | Döntő   | Döntő    |
| Versenyző       | Versenyszám           | Pont      | Helyezés  | Pont    | Helyezés |
| --------------- | --------------------- | --------- | --------- | ------- | -------- |
| Kacskó Sándor   | Gyorstüzelő pisztoly  | 571       | 28.*      | kiesett | kiesett  |
| Pálinkás Lajos  | Gyorstüzelő pisztoly  | 579       | 22.*      | kiesett | kiesett  |
| Pető László     | Légpisztoly           | 562       | 43.       | kiesett | kiesett  |
| Ágh István      | Légpisztoly           | 577       | 14.****   | kiesett | kiesett  |
| Ágh István      | Szabadpisztoly        | 561       | 7.        | 652     | 6.       |
| Papanitz Zoltán | Szabadpisztoly        | 548       | 31.*      | kiesett | kiesett  |
| Gáspár Olivér   | Légpuska              | 583       | 31.**     | kiesett | kiesett  |
| Záhonyi Attila  | Légpuska              | 586       | 21.***    | kiesett | kiesett  |
| Záhonyi Attila  | Sportpuska, fekvő     | 592       | 26.****   | kiesett | kiesett  |
| Záhonyi Attila  | Sportpuska, összetett | 1157      | 20.       | kiesett | kiesett  |
| Vári Zsolt      | Sportpuska, összetett | 1164      | 8.        | 1258,6  | 8.       |
| Vári Zsolt      | Sportpuska, fekvő     | 595       | 15.**     | kiesett | kiesett  |
| Sike József     | Futócéllövészet       | 576       | 5.        | 667     | 5.       |
| Solti Attila    | Futócéllövészet       | 569       | 13.       | kiesett | kiesett  |

Női
| Versenyző        | Versenyszám           | Selejtező | Selejtező | Döntő   | Döntő    |
| Versenyző        | Versenyszám           | Pont      | Helyezés  | Pont    | Helyezés |
| ---------------- | --------------------- | --------- | --------- | ------- | -------- |
| Ferencz Ágnes    | Légpisztoly           | 377       | 15.****   | kiesett | kiesett  |
| Ferencz Ágnes    | Sportpisztoly         | 571       | 26.**     | kiesett | kiesett  |
| Gönczi Annamária | Sportpisztoly         | 576       | 12.*      | kiesett | kiesett  |
| Gönczi Annamária | Légpisztoly           | 375       | 24.*****  | kiesett | kiesett  |
| Fórián Éva       | Légpuska              | 392       | 7.        | 492,4   | 7.       |
| Fórián Éva       | Sportpuska, összetett | 582       | 4.        | 679,5   | 4.       |
| Joó Éva          | Sportpuska, összetett | 580       | 8.        | 673,6   | 8.       |
| Joó Éva          | Légpuska              | 390       | 15.*      | kiesett | kiesett  |

Nyílt
| Versenyző                 | Versenyszám | Selejtező | Selejtező | Elődöntő | Elődöntő | Döntő   | Döntő    |
| Versenyző                 | Versenyszám | Pont      | Helyezés  | Pont     | Helyezés | Pont    | Helyezés |
| ------------------------- | ----------- | --------- | --------- | -------- | -------- | ------- | -------- |
| Bodó Zoltán               | Trap        | 141       | 25.***    | kiesett  | kiesett  | kiesett | kiesett  |
| Putz István               | Trap        | 137       | 39.****   | kiesett  | kiesett  | kiesett | kiesett  |
| Igaly Diána               | Skeet       | 143       | 42.****** | kiesett  | kiesett  | kiesett | kiesett  |
| Vasvári-Pongrátz Erzsébet | Skeet       | 137       | 58.       | kiesett  | kiesett  | kiesett | kiesett  |

* - egy másik versenyzővel azonos eredményt ért el

** - két másik versenyzővel azonos eredményt ért el

*** - három másik versenyzővel azonos eredményt ért el

**** - négy másik versenyzővel azonos eredményt ért el

***** - hat másik versenyzővel azonos eredményt ért el

****** - hét másik versenyzővel azonos eredményt ért el

## Súlyemelés
| Versenyző       | Versenyszám | Szakítás | Szakítás | Lökés                    | Lökés                    | Összesen | Helyezés |
| Versenyző       | Versenyszám | Eredmény | Helyezés | Eredmény                 | Helyezés                 | Összesen | Helyezés |
| --------------- | ----------- | -------- | -------- | ------------------------ | ------------------------ | -------- | -------- |
| Karczag Tibor   | 56 kg       | 115,0    | 5.       | 140,0                    | 7.*                      | 255,0    | 6.       |
| Lénárt Ferenc   | 56 kg       | 112,5    | 9.       | 140,0                    | 11.                      | 252,5    | 9.       |
| Czanka Attila   | 60 kg       | 127,5    | 7.       | 157,5                    | 7.                       | 285,0    | 7.       |
| Barsi László    | 82,5 kg     | 160,0    | 8.       | 185,0                    | 15.                      | 345,0    | 14.      |
| Mészáros István | 82,5 kg     | 152,5    | 16.      | 182,5                    | 19.*                     | 335,0    | 18.      |
| Dudás István    | 90 kg       | 157,5    | 10.      | 187,5                    | 14.                      | 345,0    | 10.      |
| Halász István   | 90 kg       | 152,5    | 11.      | 190,0                    | 9.                       | 342,5    | 11.      |
| Szanyi Andor    | 100 kg      | 175,0    | 5.       | érvényes kísérlet nélkül | érvényes kísérlet nélkül | kiesett  | kiesett  |
| Németh László   | 110 kg      | 172,5    | 10.      | 200,0                    | 12.                      | 372,5    | 12.      |
| Stark Tibor     | 110 kg      | 165,0    | 14.      | 190,0                    | 18.                      | 355,0    | 15.      |

* - egy másik versenyzővel azonos eredményt ért el

## Tenisz
Férfi
| Versenyző                       | Versenyszám | 64-es főtábla                              | 32-es főtábla                                               | Nyolcaddöntő      | Negyeddöntő       | Elődöntő          | Döntő             | Helyezés    |
| Versenyző                       | Versenyszám | Ellenfél Eredmény                          | Ellenfél Eredmény                                           | Ellenfél Eredmény | Ellenfél Eredmény | Ellenfél Eredmény | Ellenfél Eredmény | Helyezés    |
| ------------------------------- | ----------- | ------------------------------------------ | ----------------------------------------------------------- | ----------------- | ----------------- | ----------------- | ----------------- | ----------- |
| Noszály Sándor                  | Egyes       | Mark Koevermans (NED) · 2-6, 3-6, 6-2, 2-6 | kiesett                                                     | kiesett           | kiesett           | kiesett           | kiesett           | 33.         |
| Markovits László Noszály Sándor | Páros       |                                            | Románia (ROU) · George Cosac · Dinu Pescariu · visszaléptek | kiesett           | kiesett           | kiesett           | kiesett           | helyezetlen |

## Tollaslabda
| Versenyző                 | Versenyszám | Selejtező                                    | 32-es főtábla                                                   | Nyolcaddöntő      | Negyeddöntő       | Elődöntő          | Döntő             | Helyezés |
| Versenyző                 | Versenyszám | Ellenfél Eredmény                            | Ellenfél Eredmény                                               | Ellenfél Eredmény | Ellenfél Eredmény | Ellenfél Eredmény | Ellenfél Eredmény | Helyezés |
| ------------------------- | ----------- | -------------------------------------------- | --------------------------------------------------------------- | ----------------- | ----------------- | ----------------- | ----------------- | -------- |
| Dakó Andrea               | Női egyes   | Erica van den Heuvel (NED) · 7-11, 3-11      | kiesett                                                         | kiesett           | kiesett           | kiesett           | kiesett           | 33.      |
| Fórián Csilla             | Női egyes   | Astrid van der Knaap (NED) · 3-11, 2-11      | kiesett                                                         | kiesett           | kiesett           | kiesett           | kiesett           | 33.      |
| Harsági Andrea            | Női egyes   | Katarzyna Krasowska (POL) · 11-5, 0-11, 6-11 | kiesett                                                         | kiesett           | kiesett           | kiesett           | kiesett           | 33.      |
| Dakó Andrea Fórián Csilla | Női páros   |                                              | Németország (GER) · Kerstin Ubben · Katrin Schmidt · 4-15, 6-15 | kiesett           | kiesett           | kiesett           | kiesett           | 17.      |

## Torna
Férfi
| Versenyző                                                                                    | Versenyszám      | Selejtező | Selejtező | Döntő    | Döntő    |
| Versenyző                                                                                    | Versenyszám      | Pontszám  | Helyezés  | Pontszám | Helyezés |
| -------------------------------------------------------------------------------------------- | ---------------- | --------- | --------- | -------- | -------- |
| Csollány Szilveszter                                                                         | Talaj            | 18,575    | 74.       | kiesett  | kiesett  |
| Csollány Szilveszter                                                                         | Ugrás            | 19,200    | 9.        | 9,524    | 7.       |
| Csollány Szilveszter                                                                         | Korlát           | 18,850    | 49.       | kiesett  | kiesett  |
| Csollány Szilveszter                                                                         | Nyújtó           | 18,925    | 53.       | kiesett  | kiesett  |
| Csollány Szilveszter                                                                         | Gyűrű            | 19,675    | 3.        | 9,800    | 6.       |
| Csollány Szilveszter                                                                         | Lólengés         | 19,275    | 14.       | kiesett  | kiesett  |
| Csollány Szilveszter                                                                         | Egyéni összetett | 114,500   | 30.       | 57,650   | 9.*      |
| Élő Róbert                                                                                   | Talaj            | 18,875    | 56.       | kiesett  | kiesett  |
| Élő Róbert                                                                                   | Ugrás            | 18,825    | 55.       | kiesett  | kiesett  |
| Élő Róbert                                                                                   | Korlát           | 17,400    | 90.       | kiesett  | kiesett  |
| Élő Róbert                                                                                   | Nyújtó           | 18,900    | 56.       | kiesett  | kiesett  |
| Élő Róbert                                                                                   | Gyűrű            | 18,950    | 55.       | kiesett  | kiesett  |
| Élő Róbert                                                                                   | Lólengés         | 18,900    | 44.       | kiesett  | kiesett  |
| Élő Róbert                                                                                   | Egyéni összetett | 111,850   | 71.*      | kiesett  | kiesett  |
| Fajkusz Csaba                                                                                | Talaj            | 19,025    | 40.       | kiesett  | kiesett  |
| Fajkusz Csaba                                                                                | Ugrás            | 18,750    | 61.       | kiesett  | kiesett  |
| Fajkusz Csaba                                                                                | Korlát           | 18,775    | 58.       | kiesett  | kiesett  |
| Fajkusz Csaba                                                                                | Nyújtó           | 19,325    | 15.       | kiesett  | kiesett  |
| Fajkusz Csaba                                                                                | Gyűrű            | 19,050    | 40.       | kiesett  | kiesett  |
| Fajkusz Csaba                                                                                | Lólengés         | 19,000    | 33.       | kiesett  | kiesett  |
| Fajkusz Csaba                                                                                | Egyéni összetett | 113,925   | 38.       | 56,550   | 28.      |
| Pánczél Miklós                                                                               | Talaj            | 9,400     | 92.       | kiesett  | kiesett  |
| Pánczél Miklós                                                                               | Ugrás            | 18,425    | 88.       | kiesett  | kiesett  |
| Pánczél Miklós                                                                               | Korlát           | 18,925    | 43.       | kiesett  | kiesett  |
| Pánczél Miklós                                                                               | Nyújtó           | 19,200    | 28.       | kiesett  | kiesett  |
| Pánczél Miklós                                                                               | Gyűrű            | 18,725    | 68.       | kiesett  | kiesett  |
| Pánczél Miklós                                                                               | Lólengés         | 18,925    | 38.       | kiesett  | kiesett  |
| Pánczél Miklós                                                                               | Egyéni összetett | 103,600   | 89.       | kiesett  | kiesett  |
| Schupkégel Károly                                                                            | Talaj            | 18,700    | 69.       | kiesett  | kiesett  |
| Schupkégel Károly                                                                            | Ugrás            | 18,925    | 42.       | kiesett  | kiesett  |
| Schupkégel Károly                                                                            | Korlát           | 18,225    | 84.       | kiesett  | kiesett  |
| Schupkégel Károly                                                                            | Nyújtó           | 18,100    | 86.       | kiesett  | kiesett  |
| Schupkégel Károly                                                                            | Gyűrű            | 19,000    | 47.       | kiesett  | kiesett  |
| Schupkégel Károly                                                                            | Lólengés         | 18,700    | 59.       | kiesett  | kiesett  |
| Schupkégel Károly                                                                            | Egyéni összetett | 111,650   | 73.       | kiesett  | kiesett  |
| Supola Zoltán                                                                                | Talaj            | 19,250    | 20.       | kiesett  | kiesett  |
| Supola Zoltán                                                                                | Ugrás            | 19,250    | 7.        | 9,674    | 5.       |
| Supola Zoltán                                                                                | Korlát           | 19,175    | 20.       | kiesett  | kiesett  |
| Supola Zoltán                                                                                | Nyújtó           | 19,175    | 31.       | kiesett  | kiesett  |
| Supola Zoltán                                                                                | Gyűrű            | 19,450    | 13.       | kiesett  | kiesett  |
| Supola Zoltán                                                                                | Lólengés         | 18,975    | 35.       | kiesett  | kiesett  |
| Supola Zoltán                                                                                | Egyéni összetett | 115,275   | 13.**     | 57,550   | 12.      |
| Csollány Szilveszter Élő Róbert Fajkusz Csaba Pánczél Miklós Schupkégel Károly Supola Zoltán | Csapat összetett |           |           | 570,525  | 9.       |

Női
| Versenyző                                                                                  | Versenyszám      | Selejtező | Selejtező | Döntő    | Döntő    |
| Versenyző                                                                                  | Versenyszám      | Pontszám  | Helyezés  | Pontszám | Helyezés |
| ------------------------------------------------------------------------------------------ | ---------------- | --------- | --------- | -------- | -------- |
| Balázs Bernadett                                                                           | Talaj            | 19,475    | 32.       | kiesett  | kiesett  |
| Balázs Bernadett                                                                           | Ugrás            | 19,474    | 51.       | kiesett  | kiesett  |
| Balázs Bernadett                                                                           | Felemás korlát   | 19,312    | 54.       | kiesett  | kiesett  |
| Balázs Bernadett                                                                           | Gerenda          | 18,637    | 75.       | kiesett  | kiesett  |
| Balázs Bernadett                                                                           | Egyéni összetett | 76,898    | 54.       | kiesett  | kiesett  |
| Balog Ildikó                                                                               | Talaj            | 19,275    | 48.       | kiesett  | kiesett  |
| Balog Ildikó                                                                               | Ugrás            | 19,412    | 64.       | kiesett  | kiesett  |
| Balog Ildikó                                                                               | Felemás korlát   | 18,825    | 78.       | kiesett  | kiesett  |
| Balog Ildikó                                                                               | Gerenda          | 18,112    | 87.       | kiesett  | kiesett  |
| Balog Ildikó                                                                               | Egyéni összetett | 75,624    | 81.       | kiesett  | kiesett  |
| Horváth Kinga                                                                              | Talaj            | 19,012    | 73.       | kiesett  | kiesett  |
| Horváth Kinga                                                                              | Ugrás            | 19,525    | 43.       | kiesett  | kiesett  |
| Horváth Kinga                                                                              | Felemás korlát   | 19,375    | 52.       | kiesett  | kiesett  |
| Horváth Kinga                                                                              | Gerenda          | 18,924    | 59.       | kiesett  | kiesett  |
| Horváth Kinga                                                                              | Egyéni összetett | 76,836    | 55.       | kiesett  | kiesett  |
| Molnár Andrea                                                                              | Talaj            | 19,550    | 28.       | kiesett  | kiesett  |
| Molnár Andrea                                                                              | Ugrás            | 19,687    | 21.       | kiesett  | kiesett  |
| Molnár Andrea                                                                              | Felemás korlát   | 19,700    | 23.       | kiesett  | kiesett  |
| Molnár Andrea                                                                              | Gerenda          | 19,449    | 26.       | kiesett  | kiesett  |
| Molnár Andrea                                                                              | Egyéni összetett | 78,386    | 23.       | 39,237   | 15.      |
| Molnár Krisztina                                                                           | Talaj            | 19,474    | 33.       | kiesett  | kiesett  |
| Molnár Krisztina                                                                           | Ugrás            | 9,887     | 90.       | kiesett  | kiesett  |
| Molnár Krisztina                                                                           | Felemás korlát   | 19,499    | 46.       | kiesett  | kiesett  |
| Molnár Krisztina                                                                           | Gerenda          | 18,999    | 55.       | kiesett  | kiesett  |
| Molnár Krisztina                                                                           | Egyéni összetett | 67,859    | 89.       | kiesett  | kiesett  |
| Ónodi Henrietta                                                                            | Talaj            | 19,862    | 3.        | 9,950    |          |
| Ónodi Henrietta                                                                            | Ugrás            | 19,862    | 2.        | 9,925    | *        |
| Ónodi Henrietta                                                                            | Felemás korlát   | 19,775    | 12.       | kiesett  | kiesett  |
| Ónodi Henrietta                                                                            | Gerenda          | 19,199    | 47.       | kiesett  | kiesett  |
| Ónodi Henrietta                                                                            | Egyéni összetett | 78,698    | 16.       | 39,449   | 8.       |
| Balázs Bernadett Balog Ildikó Horváth Kinga Molnár Andrea Molnár Krisztina Ónodi Henrietta | Csapat összetett |           |           | 388,602  | 6.       |

* - egy másik versenyzővel azonos eredményt ért el

** - két másik versenyzővel azonos eredményt ért el

### Ritmikus gimnasztika
| Versenyző       | Versenyszám | Selejtező | Selejtező | Selejtező | Selejtező | Selejtező | Selejtező | Selejtező | Selejtező | Selejtező | Selejtező | Döntő   | Döntő   | Döntő   | Döntő   | Döntő    | Döntő    | Döntő   | Döntő   | Döntő    | Döntő    | Helyezés |
| Versenyző       | Versenyszám | Karika    | Karika    | Kötél     | Kötél     | Buzogány  | Buzogány  | Labda     | Labda     | Összesen  | Összesen  | Karika  | Karika  | Kötél   | Kötél   | Buzogány | Buzogány | Labda   | Labda   | Összesen | Összesen | Helyezés |
| Versenyző       | Versenyszám | Pont      | Hely.     | Pont      | Hely.     | Pont      | Hely.     | Pont      | Hely.     | Pont      | Hely.     | Pont    | Hely.   | Pont    | Hely.   | Pont     | Hely.    | Pont    | Hely.   | Pont     | Hely.    | Helyezés |
| --------------- | ----------- | --------- | --------- | --------- | --------- | --------- | --------- | --------- | --------- | --------- | --------- | ------- | ------- | ------- | ------- | -------- | -------- | ------- | ------- | -------- | -------- | -------- |
| Fráter Viktória | Egyéni      | 9,150     | 20.****   | 9,000     | 25.***    | 8,800     | 28.*      | 9,150     | 18.*      | 36,100    | 24.       | kiesett | kiesett | kiesett | kiesett | kiesett  | kiesett  | kiesett | kiesett | kiesett  | kiesett  | 24.      |
| Szalay Andrea   | Egyéni      | 9,100     | 26.**     | 8,950     | 30.*      | 8,650     | 34.*      | 9,125     | 20.*      | 35,825    | 28.       | kiesett | kiesett | kiesett | kiesett | kiesett  | kiesett  | kiesett | kiesett | kiesett  | kiesett  | 28.      |

* - egy másik versenyzővel azonos eredményt ért el

** - két másik versenyzővel azonos eredményt ért el

*** - három másik versenyzővel azonos eredményt ért el

**** - öt másik versenyzővel azonos eredményt ért el

## Úszás
Férfi
| Versenyző                                               | Versenyszám            | Előfutam         | Előfutam         | Előfutam         | Döntő   | Döntő   | Döntő   | Helyezés |
| Versenyző                                               | Versenyszám            | Idő              | Hely.            | Össz.            | Típus   | Idő     | Hely.   | Helyezés |
| ------------------------------------------------------- | ---------------------- | ---------------- | ---------------- | ---------------- | ------- | ------- | ------- | -------- |
| Szabados Béla                                           | 100 m gyors            | 50,78            | 7.               | 20.              | kiesett | kiesett | kiesett | kiesett  |
| Szabados Béla                                           | 200 m gyors            | 1:52,50          | 8.               | 27.              | kiesett | kiesett | kiesett | kiesett  |
| Szilágyi Zoltán                                         | 200 m gyors            | kizárták         | kizárták         | kizárták         | kiesett | kiesett | kiesett | kiesett  |
| Szilágyi Zoltán                                         | 400 m gyors            | 3:56,68          | 6.               | 20.              | kiesett | kiesett | kiesett | kiesett  |
| Szilágyi Zoltán                                         | 1500 m gyors           | 15:52,80         | 7.               | 21.              | kiesett | kiesett | kiesett | kiesett  |
| Ágh Olivér                                              | 100 m hát              | 59,02            | 2.               | 41.              | kiesett | kiesett | kiesett | kiesett  |
| Ágh Olivér                                              | 200 m hát              | 2:04,52          | 6.               | 27.              | kiesett | kiesett | kiesett | kiesett  |
| Deutsch Tamás                                           | 200 m hát              | 2:00,50          | 2.               | 8.               | A       | 2:00,06 | 7.      | 7.       |
| Deutsch Tamás                                           | 100 m hát              | 56,47            | 5.               | 13.              | B       | 56,70   | 5.      | 13.      |
| Güttler Károly                                          | 100 m mell             | 1:02,28          | 4.               | 9.               | B       | 1:01,84 | 1.      | 9.       |
| Güttler Károly                                          | 200 m mell             | 2:14,31          | 1.               | 4.               | A       | 2:13,32 | 5.      | 5.       |
| Rózsa Norbert                                           | 200 m mell             | 2:12,95          | 2.               | 2.               | A       | 2:11,23 | 2.      |          |
| Rózsa Norbert                                           | 100 m mell             | 1:02,25          | 3.               | 8.               | A       | 1:01,68 | 2.      |          |
| Horváth Péter                                           | 100 m pillangó         | 56,09            | 6.               | 35.              | kiesett | kiesett | kiesett | kiesett  |
| Vajda Tamás                                             | 100 m pillangó         | nem állt rajthoz | nem állt rajthoz | nem állt rajthoz | kiesett | kiesett | kiesett | kiesett  |
| Czene Attila                                            | 200 m vegyes           | 2:02,05          | 1.               | 5.               | A       | 2:01,00 | 3.      |          |
| Czene Attila                                            | 400 m vegyes           | 4:26,31          | 5.               | 16.              | B       | 4:21,28 | 1.      | 9.       |
| Darnyi Tamás                                            | 400 m vegyes           | 4:18,34          | 1.               | 2.               | A       | 4:14,23 | 1.      |          |
| Darnyi Tamás                                            | 200 m vegyes           | 2:01,29          | 1.               | 2.               | A       | 2:00,76 | 1.      |          |
| Deutsch Tamás Rózsa Norbert Horváth Péter Szabados Béla | 4 × 100 m vegyes váltó | 3:43,61          | 2.               | 6.               | A       | 3:42,03 | 6.      | 6.       |

Női
| Versenyző           | Versenyszám  | Előfutam | Előfutam | Előfutam | Döntő   | Döntő   | Döntő   | Helyezés |
| Versenyző           | Versenyszám  | Idő      | Hely.    | Össz.    | Típus   | Idő     | Hely.   | Helyezés |
| ------------------- | ------------ | -------- | -------- | -------- | ------- | ------- | ------- | -------- |
| Kiss Judit          | 400 m gyors  | 4:24,01  | 1.       | 24.      | kiesett | kiesett | kiesett | kiesett  |
| Kiss Judit          | 800 m gyors  | 8:58,16  | 6.       | 18.      | kiesett | kiesett | kiesett | kiesett  |
| Szabó Tünde         | 100 m hát    | 1:02,14  | 1.       | 3.       | A       | 1:01,14 | 2.      |          |
| Szabó Tünde         | 200 m hát    | 2:13,81  | 3.       | 8.       | A       | 2:12,94 | 6.      | 6.       |
| Egerszegi Krisztina | 200 m hát    | 2:07,34  | 1.       | 1.       | A       | 2:07,06 | 1.      |          |
| Egerszegi Krisztina | 100 m hát    | 1:00,85  | 1.       | 1.       | A       | 1:00,68 | 1.      |          |
| Egerszegi Krisztina | 400 m vegyes | 4:43,83  | 1.       | 1.       | A       | 4:36,54 | 1.      |          |
| Csépe Gabriella     | 100 m mell   | 1:10,58  | 3.       | 8.       | A       | 1:10,19 | 6.      | 6.       |
| Csépe Gabriella     | 200 m mell   | 2:32,04  | 6.       | 10.      | B       | 2:31,15 | 1.      | 9.       |

## Vitorlázás
Férfi
| Versenyző               | Versenyszám    | Futam | Futam | Futam | Futam | Futam | Futam | Futam   | Pontszám | Helyezés |
| Versenyző               | Versenyszám    | 1     | 2     | 3     | 4     | 5     | 6     | 7       | Pontszám | Helyezés |
| ----------------------- | -------------- | ----- | ----- | ----- | ----- | ----- | ----- | ------- | -------- | -------- |
| Szilvássy Attila        | Finn dingi     | 26,0  | 21,0  | 15,0  | 24,0  | 26,0  | 24,0  | (27,0)  | 136,0    | 21.      |
| Nyári Gyula Nyári Zsolt | 470-es osztály | 22,0  | 30,0  | 15,0  | 34,0  | 21,0  | 0,0   | (35,00) | 122,0    | 15.      |

Női
| Versenyző         | Versenyszám | Futam | Futam | Futam | Futam  | Futam | Futam | Futam | Pontszám | Helyezés |
| Versenyző         | Versenyszám | 1     | 2     | 3     | 4      | 5     | 6     | 7     | Pontszám | Helyezés |
| ----------------- | ----------- | ----- | ----- | ----- | ------ | ----- | ----- | ----- | -------- | -------- |
| Bácsics Krisztina | Europe      | 19,0  | 27,0  | 15,0  | (28,0) | 16,0  | 22,0  | 27,0  | 126,0    | 19.      |

Nyílt
| Versenyző                  | Versenyszám     | Futam | Futam  | Futam | Futam | Futam | Futam | Futam  | Pontszám | Helyezés |
| Versenyző                  | Versenyszám     | 1     | 2      | 3     | 4     | 5     | 6     | 7      | Pontszám | Helyezés |
| -------------------------- | --------------- | ----- | ------ | ----- | ----- | ----- | ----- | ------ | -------- | -------- |
| Nagy Ferenc Tenke Tibor    | Csillaghajó     | 19,0  | 28,0   | 18,0  | 23,0  | 24,0  | 22,0  | (33,0) | 134,0    | 22.      |
| Pomucz Tamás Somogyi Tamás | Repülő hollandi | 19,0  | (27,0) | 25,0  | 25,0  | 27,0  | 27,0  | 23,0   | 146,0    | 23.      |

## Vívás
Férfi
| Versenyző                                                                | Versenyszám       | Csoportkör | Csoportkör | Selejtező                                   | 32-es főtábla                                     | Egyenes ág a negyeddöntőért         | Egyenes ág a negyeddöntőért          | Vigaszág a negyeddöntőért                | Vigaszág a negyeddöntőért             | Vigaszág a negyeddöntőért               | Vigaszág a negyeddöntőért     | Negyeddöntő                        | Elődöntő                              | Döntő                                     | Helyezés |
| Versenyző                                                                | Versenyszám       | Csoportkör | Csoportkör | Selejtező                                   | 32-es főtábla                                     | 1. kör                              | 2. kör                               | 1. kör                                   | 2. kör                                | 3. kör                                  | 4. kör                        | Negyeddöntő                        | Elődöntő                              | Döntő                                     | Helyezés |
| Versenyző                                                                | Versenyszám       | Ellenfél Eredmény | Hely.      | Ellenfél Eredmény                           | Ellenfél Eredmény                                 | Ellenfél Eredmény                   | Ellenfél Eredmény                    | Ellenfél Eredmény                        | Ellenfél Eredmény                     | Ellenfél Eredmény                       | Ellenfél Eredmény             | Ellenfél Eredmény                  | Ellenfél Eredmény                     | Ellenfél Eredmény                         | Helyezés |
| ------------------------------------------------------------------------ | ----------------- | --- | ---------- | ------------------------------------------- | ------------------------------------------------- | ----------------------------------- | ------------------------------------ | ---------------------------------------- | ------------------------------------- | --------------------------------------- | ----------------------------- | ---------------------------------- | ------------------------------------- | ----------------------------------------- | -------- |
| Busa István                                                              | Tőr, egyéni       | 7. csoport · Stefano Cerioni (ITA) · 3-5 · Philippe Omnès (FRA) · 2-5 · Icsigatani Hiroki (JPN) · 4-5 · Andrés García (ESP) · 5-1 · Heinrich van Garderen (RSA) · 5-4 · Mísel Júszef (LIB) · 5-1              | 4.         | José Francisco Guerra (ESP) · 5-0, 2-5, 6-5 | Andrea Borella (ITA) · 3-5, 2-5                   |                                     |                                      | Oscar García Pérez (CUB) · 0-5, 2-5      | kiesett                               | kiesett                                 | kiesett                       | kiesett                            | kiesett                               | kiesett                                   | 27.      |
| Érsek Zsolt                                                              | Tőr, egyéni       | 3. csoport · Jonathan Davis (GBR) · 5-3 · Anatol Richter (AUT) · 5-1 · Eric Bravin (USA) · 5-2 · Enzo da Ponte (PAR) · 5-1 · Wong Liang Hun (SIN) · 5-3 · Udo Wagner (GER) · 4-5                              | 1.         | erőnyerő                                    | Ramiro Bravo (ESP) · 5-1, 5-6, 5-2                | Joachim Wendt (AUT) · 3-5, 5-2, 3-5 |                                      |                                          | Nagano Josihide (JPN) · 5-6, 5-3, 5-3 | Udo Wagner (GER) · 5-6, 4-6             | kiesett                       | kiesett                            | kiesett                               | kiesett                                   | 14.      |
| Kiss Róbert                                                              | Tőr, egyéni       | 2. csoport · Dmitrij Sevcsenko (EUN) · 0-5 · Marian Sypniewski (POL) · 4-5 · Vang Li-hung (Wang Lihong) (CHN) · 5-4 · Kim Seung-Pyo (KOR) · 5-1 · José Guimarães (POR) · 5-2 · Zaddick Longenbach (USA) · 3-5 | 3.         | Ola Kajbjer (SWE) · 5-6, 1-5                | kiesett                                           | kiesett                             | kiesett                              | kiesett                                  | kiesett                               | kiesett                                 | kiesett                       | kiesett                            | kiesett                               | kiesett                                   | 38.      |
| Hegedűs Ferenc                                                           | Párbajtőr, egyéni | 7. csoport · Sandro Cuomo (ITA) · 4-5 · Bogdan Nowosielski (CAN) · 2-5 · Gabriel Pantelimon (ROU) · 2-5 · Fernando de la Peña (ESP) · 5-3 · Tanabe Norikazu (JPN) · 5-2 · Dario Torrente (RSA) · 5-4          | 5.         | Thomas Lundblad (SWE) · 5-6, 3-5            | kiesett                                           | kiesett                             | kiesett                              | kiesett                                  | kiesett                               | kiesett                                 | kiesett                       | kiesett                            | kiesett                               | kiesett                                   | 42.      |
| Kovács Iván                                                              | Párbajtőr, egyéni | 9. csoport · Kaido Kaaberma (EST) · 5-1 · Robert Davidson (AUS) · 5-4 · Jon Normile (USA) · 5-1 · Witold Gadomski (POL) · 5-1 · Tan Kim Huat (SIN) · 5-1 · Csang Theszok (KOR) · 3-5                          | 1.         | erőnyerő                                    | Szerhij Kravcsuk (EUN) · 5-0, 5-3                 | Robert Marx (USA) · 5-3, 5-1        | Mauricio Rivas (COL) · 5-3, 5-3      |                                          |                                       |                                         |                               | Éric Srecki (FRA) · 3-5, 6-4, 1-5  | kiesett                               | kiesett                                   | 8.       |
| Kulcsár Krisztián                                                        | Párbajtőr, egyéni | 4. csoport · Robert Felisiak (GER) · 5-4 · Michael O’Brien (IRL) · 5-4 · Robert Marx (USA) · 5-2 · Manuel Pereira (ESP) · 5-4 · José Bandeira (POR) · 5-3 · José Marcelo Álvarez (PAR) · 5-2                  | 1.         | erőnyerő                                    | Fernando de la Peña (ESP) · 5-6, 6-5, 5-6         |                                     |                                      | I Szanggi (KOR) · 6-4, 5-3               | Robert Marx (USA) · 5-2, 3-5, 6-5     | Jean-Michel Henry (FRA) · 1-5, 5-2, 2-5 | kiesett                       | kiesett                            | kiesett                               | kiesett                                   | 13.      |
| Köves Csaba                                                              | Kard, egyéni      | 4. csoport · Antonio García (ESP) · 4-5 · Alekszandr Sirsov (EUN) · 5-4 · Gary Fletcher (GBR) · 5-1 · Luís Silva (POR) · 5-1 · Robert Cottingham (USA) · 2-5                                                  | 3.         | erőnyerő                                    | Zíszisz Bambanászisz (GRE) · 5-1, 4-6, 5-2        | Alekszandr Sirsov (EUN) · 6-4, 5-2  | Antonio García (ESP) · 2-5, 5-2, 3-5 |                                          |                                       |                                         | Marco Marin (ITA) · 3-5, 3-5  | kiesett                            | kiesett                               | kiesett                                   | 11.      |
| Nébald György                                                            | Kard, egyéni      | 6. csoport · Marco Marin (ITA) · 5-2 · Grigorij Kirijenko (EUN) · 5-0 · Raúl Peinador (ESP) · 5-4 · Cseng Csao-kang (Zheng Zhaokang) (CHN) · 5-4 · Dario Torrente (RSA) · 5-1 · Hasimoto Hirosi (JPN) · 5-0   | 1.         | erőnyerő                                    | Jean-Paul Banos (CAN) · 5-6, 5-6                  |                                     |                                      | Robert Kościelniakowski (POL) · 3-5, 1-5 | kiesett                               | kiesett                                 | kiesett                       | kiesett                            | kiesett                               | kiesett                                   | 25.      |
| Szabó Bence                                                              | Kard, egyéni      | 5. csoport · Jean-Phillippe Daurelle (FRA) · 5-2 · Alexandru Chiculiţă (ROU) · 5-4 · Csia Kuj-hua (Jia Guihua) (CHN) · 5-1 · Kirkham Zavieh (GBR) · 4-5                                                       | 1.         | erőnyerő                                    | Cseng Csao-kang (Zheng Zhaokang) (CHN) · 5-0, 5-2 | Felix Becker (GER) · 5-3, 2-5, 5-2  | Giovanni Scalzo (ITA) · 4-6, 5-6     |                                          |                                       |                                         | Janusz Olech (POL) · 5-1, 6-4 | Ferdinando Meglio (ITA) · 5-2, 5-0 | Giovanni Scalzo (ITA) · 5-3, 3-5, 6-4 | Marco Marin (ITA) · 5-1, 5-1              |          |
| Busa István Érsek Zsolt Gátai Róbert Kiss Róbert Németh Zsolt            | Tőr, csapat       | 1. csoport · Kuba (CUB) · 3-9 · Nagy-Britannia (GBR) · 9-7 | 2.         |                                             |                                                   |                                     |                                      |                                          |                                       |                                         |                               | Olaszország (ITA) · 9-5            | Németország (GER) · 5-8               | Bronzmérkőzés · Lengyelország (POL) · 4-9 | 4.       |
| Hegedűs Ferenc Kolczonay Ernő Kovács Iván Kulcsár Krisztián Totola Gábor | Párbajtőr, csapat | 3. csoport · Németország (GER) · 9-5 · Románia (ROU) · 9-5 | 1.         |                                             |                                                   |                                     |                                      |                                          |                                       |                                         |                               | Kanada (CAN) · 8-8                 | Franciaország (FRA) · 9-3             | Németország (GER) · 4-8                   |          |
| Abay Péter Bujdosó Imre Köves Csaba Nébald György Szabó Bence            | Kard, csapat      | 3. csoport · Egyesített Csapat (EUN) · 6-9 · Kanada (CAN) · 9-5 | 2.         |                                             |                                                   |                                     |                                      |                                          |                                       |                                         |                               | Németország (GER) · 9-3            | Franciaország (FRA) · 9-1             | Egyesített Csapat (EUN) · 5-9             |          |

Női
| Versenyző                                                                    | Versenyszám | Csoportkör | Csoportkör | Selejtező         | 32-es főtábla                           | Egyenes ág a negyeddöntőért              | Egyenes ág a negyeddöntőért | Vigaszág a negyeddöntőért                   | Vigaszág a negyeddöntőért                   | Vigaszág a negyeddöntőért        | Vigaszág a negyeddöntőért         | Negyeddöntő             | Elődöntő                        | Döntő                                  | Helyezés |
| Versenyző                                                                    | Versenyszám | Csoportkör | Csoportkör | Selejtező         | 32-es főtábla                           | 1. kör                                   | 2. kör                      | 1. kör                                      | 2. kör                                      | 3. kör                           | 4. kör                            | Negyeddöntő             | Elődöntő                        | Döntő                                  | Helyezés |
| Versenyző                                                                    | Versenyszám | Ellenfél Eredmény | Hely.      | Ellenfél Eredmény | Ellenfél Eredmény                       | Ellenfél Eredmény                        | Ellenfél Eredmény           | Ellenfél Eredmény                           | Ellenfél Eredmény                           | Ellenfél Eredmény                | Ellenfél Eredmény                 | Ellenfél Eredmény       | Ellenfél Eredmény               | Ellenfél Eredmény                      | Helyezés |
| ---------------------------------------------------------------------------- | ----------- | --- | ---------- | ----------------- | --------------------------------------- | ---------------------------------------- | --------------------------- | ------------------------------------------- | ------------------------------------------- | -------------------------------- | --------------------------------- | ----------------------- | ------------------------------- | -------------------------------------- | -------- |
| Jánosi Zsuzsa                                                                | Tőr, egyéni | 6. csoport · Elisabeta Guzganu-Tufan (ROU) · 5-4 · Anna Sobczak (POL) · 5-4 · Laurence Modaine (FRA) · 5-3 · Julia Bracewell (GBR) · 5-2 · Yanina Iannuzzi (ARG) · 5-3 · Caitlin Bilodeaux (USA) · 4-5 | 1.         | erőnyerő          | Renée Aubin (CAN) · 5-2, 5-3            | Margherita Zalaffi (ITA) · 5-3, 3-5, 3-5 |                             |                                             | Gisèle Meygret (FRA) · 6-4, 6-4             | Thalie Tremblay (CAN) · 5-1, 5-3 | Laurence Modaine (FRA) · 3-5, 4-6 | kiesett                 | kiesett                         | kiesett                                | 9.       |
| Mincza Ildikó                                                                | Tőr, egyéni | 7. csoport · Hsziao Aj-hua (Xiao Aihua) (CHN) · 5-3 · Annette Dobmeier (GER) · 5-4 · Fiona McIntosh (GBR) · 5-0 · Renée Aubin (CAN) · 5-3 · Lydia Czuckermann-Hatuel (ISR) · 3-5                       | 1.         | erőnyerő          | Giovanna Trillini (ITA) · 3-5, 5-1, 1-5 |                                          |                             | Tatyjana Szadovszkaja (EUN) · 5-2, 2-5, 4-6 | kiesett                                     | kiesett                          | kiesett                           | kiesett                 | kiesett                         | kiesett                                | 26.      |
| Stefanek Gertrúd                                                             | Tőr, egyéni | 5. csoport · Reka Lazăr-Szabo (ROU) · 5-2 · O Csie (E Jie) (CHN) · 5-3 · Giovanna Trillini (ITA) · 5-3 · Rosa María Castillejo (ESP) · 5-2 · Sandra Giancola (ARG) · 5-0 · Elvia Reyes (HON) · 5-3     | 1.         | erőnyerő          | Fiona McIntosh (GBR) · 4-6, 4-6         |                                          |                             | Monika Maciejewska (POL) · 5-3, 5-3         | Hsziao Aj-hua (Xiao Aihua) (CHN) · 4-6, 2-5 | kiesett                          | kiesett                           | kiesett                 | kiesett                         | kiesett                                | 17.      |
| Jánosi Zsuzsa Lantos Gabriella Mincza Ildikó Pusztai Ildikó Stefanek Gertrúd | Tőr, csapat | 2. csoport · Egyesített Csapat (EUN) · 4-9 · Nagy-Britannia (GBR) · 9-1 | 2.         |                   |                                         |                                          |                             |                                             |                                             |                                  |                                   | Olaszország (ITA) · 2-9 | 5–8. helyért · Kína (CHN) · 8-8 | 7. helyért · Lengyelország (POL) · 9-7 | 7.       |

## Vízilabda
| Magyar férfi vízilabdacsapat-játékoskeret                                                                  | Magyar férfi vízilabdacsapat-játékoskeret                                             |
| --- | ------------------------------------------------------------------------------------- |
| - Benedek Tibor - Dóczi István - Gyöngyösi András - Kuna Péter - Nemes Gábor - Péter Imre - Petőváry Zsolt | - Schmiedt Gábor - Tóth Frank - Tóth Imre - Tóth László - Varga Zsolt - Vincze Balázs |

### Eredmények
Csoportkör
B csoport
| Csapat              | M | Gy | D | V | G+ | G– | Gk  | P |
| ------------------- | - | -- | - | - | -- | -- | --- | - |
| Spanyolország (ESP) | 5 | 4  | 1 | 0 | 52 | 36 | +16 | 9 |
| Olaszország (ITA)   | 5 | 3  | 2 | 0 | 41 | 34 | +7  | 8 |
| Magyarország (HUN)  | 5 | 2  | 2 | 1 | 49 | 46 | +3  | 6 |
| Kuba (CUB)          | 5 | 2  | 0 | 3 | 50 | 53 | –3  | 4 |
| Hollandia (NED)     | 5 | 0  | 2 | 3 | 36 | 46 | –10 | 2 |
| Görögország (GRE)   | 5 | 0  | 1 | 4 | 32 | 45 | –13 | 1 |

| 1992. augusztus 1. 12:00 | Magyarország (HUN)   | 7–7 | Olaszország (ITA) | Játékvezetők: Bret Beecher Bernard (USA), Miroslav Radenovic (YUG) |
| 1992. augusztus 1. 12:00 | (1–2, 2–1, 2–2, 2–2) |     |                   | Játékvezetők: Bret Beecher Bernard (USA), Miroslav Radenovic (YUG) |
| 1992. augusztus 1. 12:00 | Benedek 3            |     | Gandolfi 3        | Játékvezetők: Bret Beecher Bernard (USA), Miroslav Radenovic (YUG) |

| 1992. augusztus 2. 18:30 | Kuba (CUB)           | 11–12 | Magyarország (HUN) | Játékvezetők: Bret Beecher Bernard (USA), Eduard Prelovsky (TCH) |
| 1992. augusztus 2. 18:30 | (3–4, 3–3, 4–4, 1–1) |       |                    | Játékvezetők: Bret Beecher Bernard (USA), Eduard Prelovsky (TCH) |
| 1992. augusztus 2. 18:30 | Barreras 4           |       | Benedek 4          | Játékvezetők: Bret Beecher Bernard (USA), Eduard Prelovsky (TCH) |

| 1992. augusztus 3. 21:00 | Magyarország (HUN)   | 5–8 | Spanyolország (ESP) | Játékvezetők: Bret Beecher Bernard (USA), Manuel Benitez (PUR) |
| 1992. augusztus 3. 21:00 | (0–2, 1–1, 3–4, 1–1) |     |                     | Játékvezetők: Bret Beecher Bernard (USA), Manuel Benitez (PUR) |
| 1992. augusztus 3. 21:00 | Tóth I. 2            |     | Estiarte 3          | Játékvezetők: Bret Beecher Bernard (USA), Manuel Benitez (PUR) |

| 1992. augusztus 5. 18:45 | Görögország (GRE)    | 7–12 | Magyarország (HUN) | Játékvezetők: Vladimir Prikhodko (RUS), Eduard Prelovsky (TCH) |
| 1992. augusztus 5. 18:45 | (3–5, 1–2, 1–1, 2–4) |      |                    | Játékvezetők: Vladimir Prikhodko (RUS), Eduard Prelovsky (TCH) |
| 1992. augusztus 5. 18:45 | Janópulosz 3         |      | Benedek 5          | Játékvezetők: Vladimir Prikhodko (RUS), Eduard Prelovsky (TCH) |

| 1992. augusztus 6. 10:45 | Magyarország (HUN)   | 13–13 | Hollandia (NED)        | Játékvezetők: Radu Timoc (ROM), Richard Papazian (FRA) |
| 1992. augusztus 6. 10:45 | (5–3, 3–4, 1–3, 4–3) |       |                        | Játékvezetők: Radu Timoc (ROM), Richard Papazian (FRA) |
| 1992. augusztus 6. 10:45 | Benedek 4            |       | Belkum, Scherrenburg 4 | Játékvezetők: Radu Timoc (ROM), Richard Papazian (FRA) |

Az 5–8. helyért
D csoport
| Csapat             | M | Gy | D | V | G+ | G– | Gk | P |
| ------------------ | - | -- | - | - | -- | -- | -- | - |
| Ausztrália (AUS)   | 3 | 2  | 1 | 0 | 23 | 20 | +3 | 5 |
| Magyarország (HUN) | 3 | 2  | 0 | 1 | 28 | 27 | +1 | 4 |
| Németország (GER)  | 3 | 1  | 1 | 1 | 24 | 21 | +3 | 3 |
| Kuba (CUB)         | 3 | 0  | 0 | 3 | 22 | 29 | –7 | 0 |

| 1992. augusztus 8. 12:00 | Németország (GER)    | 7–8 | Magyarország (HUN) | Játékvezetők: Miroslav Radenovic (YUG), Richard Gunell (CAN) |
| 1992. augusztus 8. 12:00 | (3–2, 0–1, 2–3, 2–2) |     |                    | Játékvezetők: Miroslav Radenovic (YUG), Richard Gunell (CAN) |
| 1992. augusztus 8. 12:00 | Stamm 4              |     | Petőváry 3         | Játékvezetők: Miroslav Radenovic (YUG), Richard Gunell (CAN) |

| 1992. augusztus 9. 14:00 | Ausztrália (AUS)     | 9–8 | Magyarország (HUN) | Játékvezetők: Manuel Benitez (PUR), Miroslav Radenovic (YUG) |
| 1992. augusztus 9. 14:00 | (2–2, 3–4, 3–2, 1–0) |     |                    | Játékvezetők: Manuel Benitez (PUR), Miroslav Radenovic (YUG) |
| 1992. augusztus 9. 14:00 | Clark 4              |     | Benedek 4          | Játékvezetők: Manuel Benitez (PUR), Miroslav Radenovic (YUG) |

| Csapat             | Helyezés |
| ------------------ | -------- |
| Magyarország (HUN) | 6.       |